# 啟德體育園
啟德體育園是香港一個位於九龍城區啟德的多用途體育場館和專業足球場，屬於香港政府推行的《啟德發展計劃》及《起動九龍東》計劃的重點項目之一，亦是香港歷史上最大型的體育基建項目和是香港規模最大的體育場之一，主要用於足球及欖球運動，可容納50,000名觀眾。
啟德體育園位於九龍前啟德機場北停機坪西部，上跨啟德隧道及承啟道，西接馬頭角，總佔地約28公頃。項目總耗資319億港元，為目前全球造價第二高的體育場館（僅次於美國耗資逾400億港元的SoFi體育場）。
啟德體育園於2019年4月23日動工，原定於2023年竣工，但因建材短缺影響工程進度，園區內各設施延至2024年底陸續完工，並於2025年3月1日舉行開幕典禮，正式投入使用。
該項目旨在為香港提供世界級體育設施，推動全民運動及體育旅遊，舉辦國際體育賽事，讓本地運動員能夠在家門口參賽；同時，園區設有綠化空間及園景公園，亦支援香港學界體育聯會及學界體育活動的發展。

## 發展模式

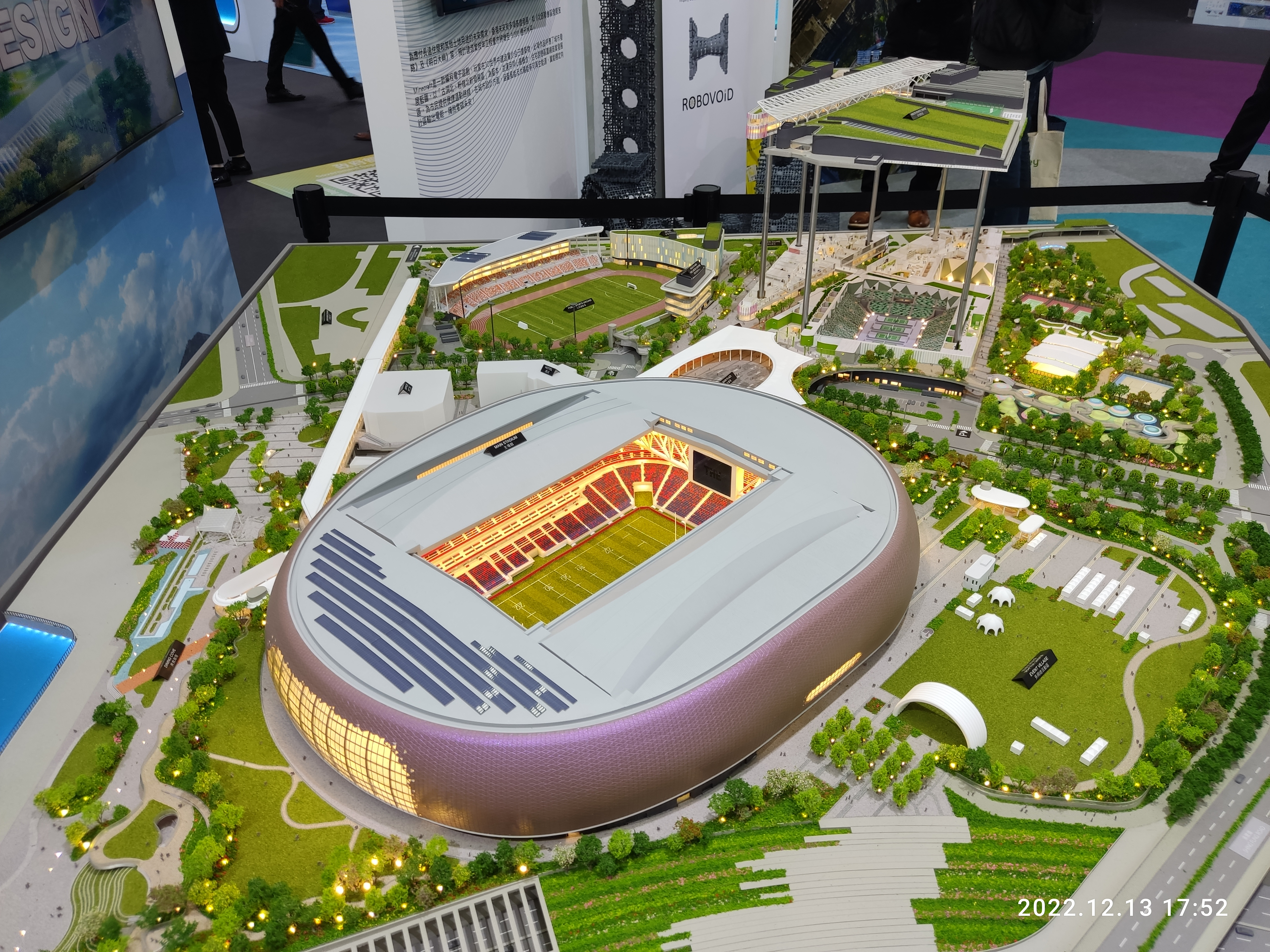
啟德體育園模型（2022年）

啟德體育園採用「設計－興建－營運」（英語：Design, Build and Operate）模式，由香港政府出資興建，由新世界發展及新創建集團成立的附屬公司——啟德體育園有限公司負責設計、建造及日後營運。
2024年11月28日，新世界發展以4.167億港元出售其持有的啟德體育園75%股權及相關貸款予母公司周大福集團。該交易已獲香港政府批准，旨在協助新世界集團降低負債。

## 設施

啟德體育園平面圖

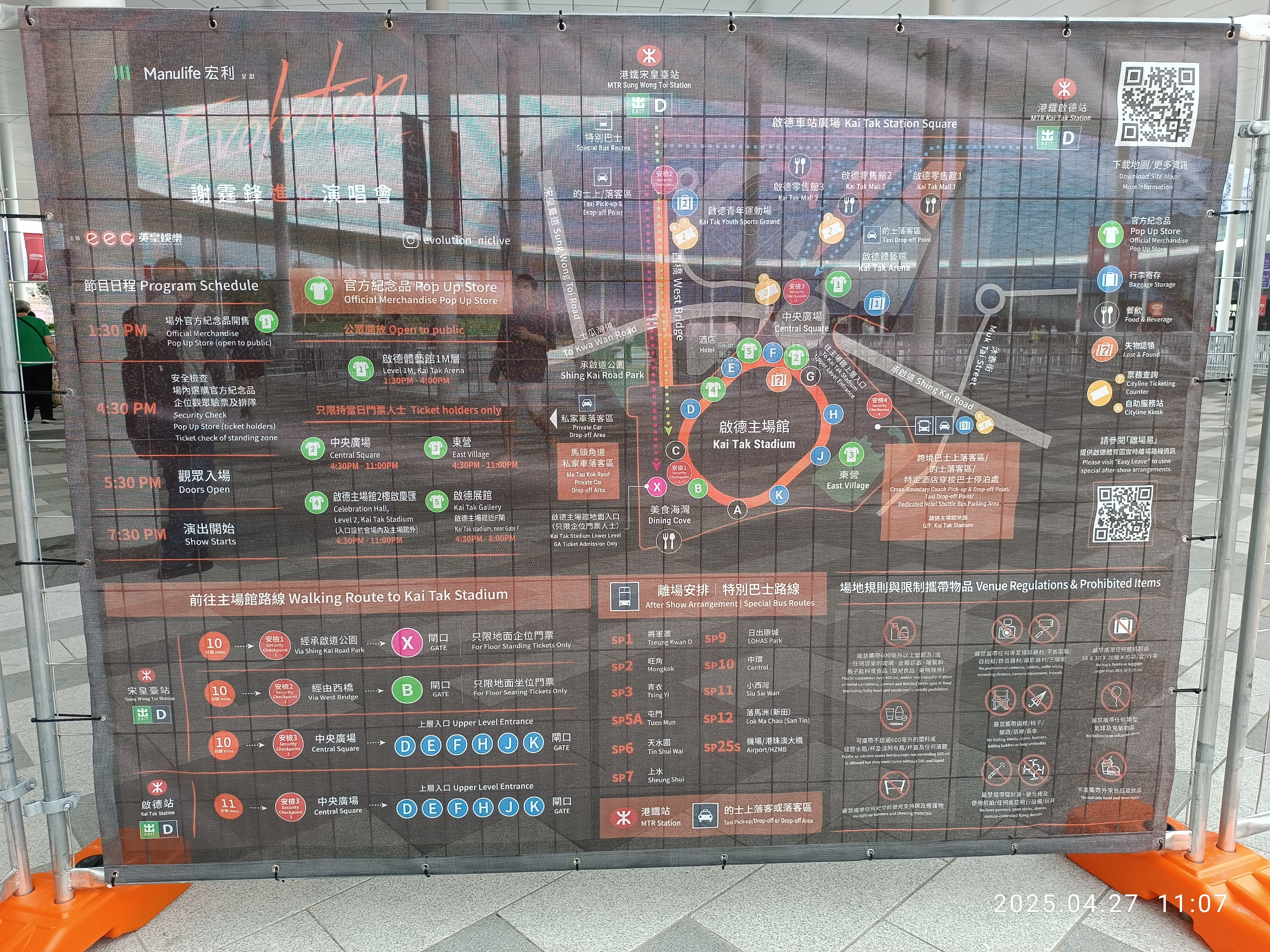
《謝霆鋒進化演唱會》之人流管制措施

啟德體育園包括一座設有50,000個座位、配備開合式天幕及可移動草皮的世界級多用途體育場館「啟德主場館」（Kai Tak Stadium），一座設有5,000個座位的室外公眾運動場「啟德青年運動場」，以及一座設有10,000個座位的室內體育館「啟德體藝館」，館內亦設有一座可容納500名觀眾的副場。
園內亦設有「中央廣場」、「東營」、「北斗園」、「南望長堤」等多用途活動空間，開放予公眾進行體育及休閒活動。另外，體育園設有面積超過70萬平方呎的零售及餐飲設施「啟德零售館」，以及面向維多利亞港的海濱長廊「美食海灣」，並由長約700米的「啟德體育大道」貫通園區。
整個體育園透過園景平台連接啟德站及都會公園，並接壤馬頭角的海濱地區。

### 管理層
- 香港特別行政區體育專員：蔡健斌
- 行政總裁：莊澤基
- 總監（策略發展）：鄧竟成
- 總監（設計管理）：李榮昌
- 零售主管：黃皓筠

### 啟德主場館區

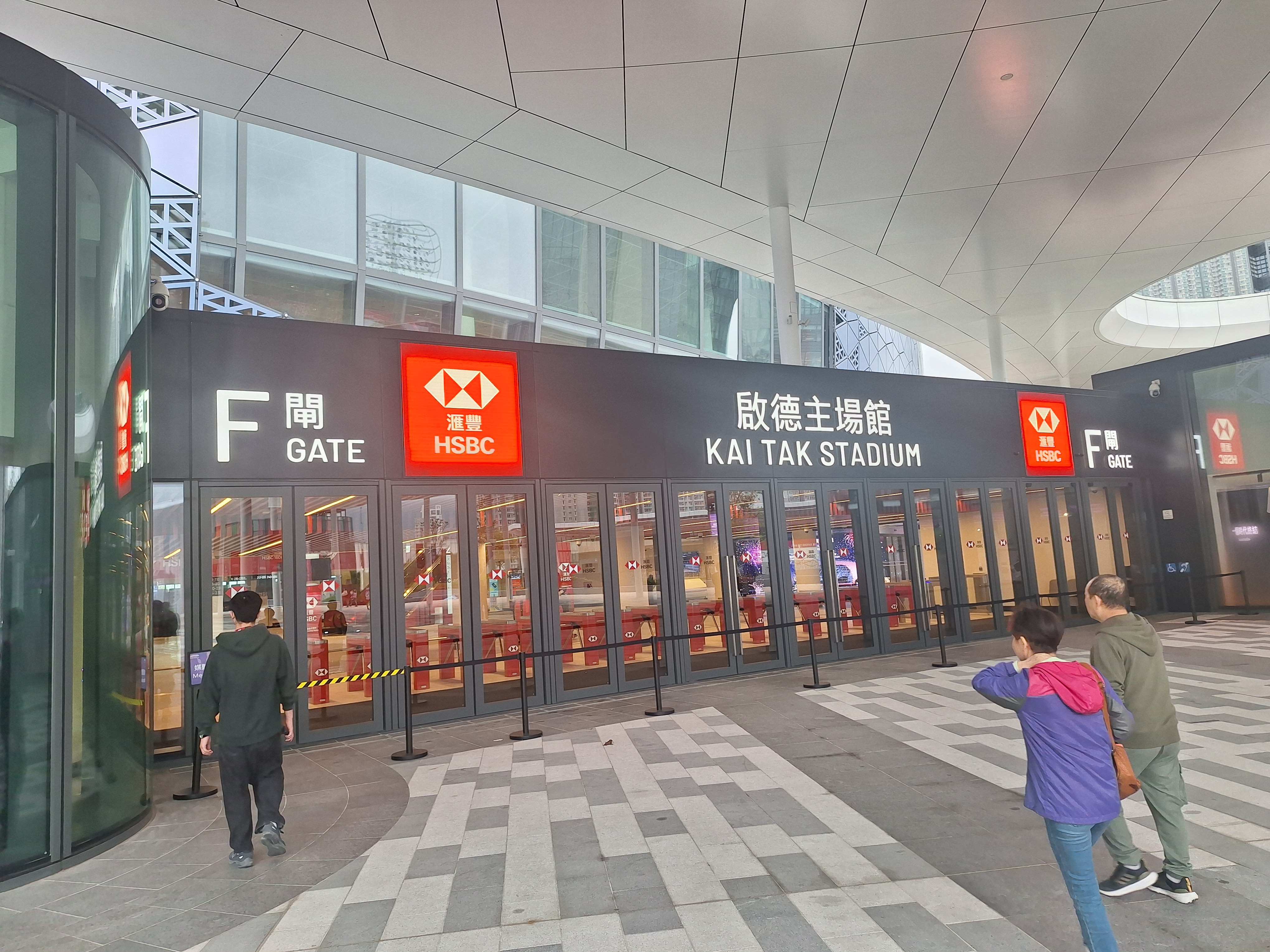
啟德主場館閘口

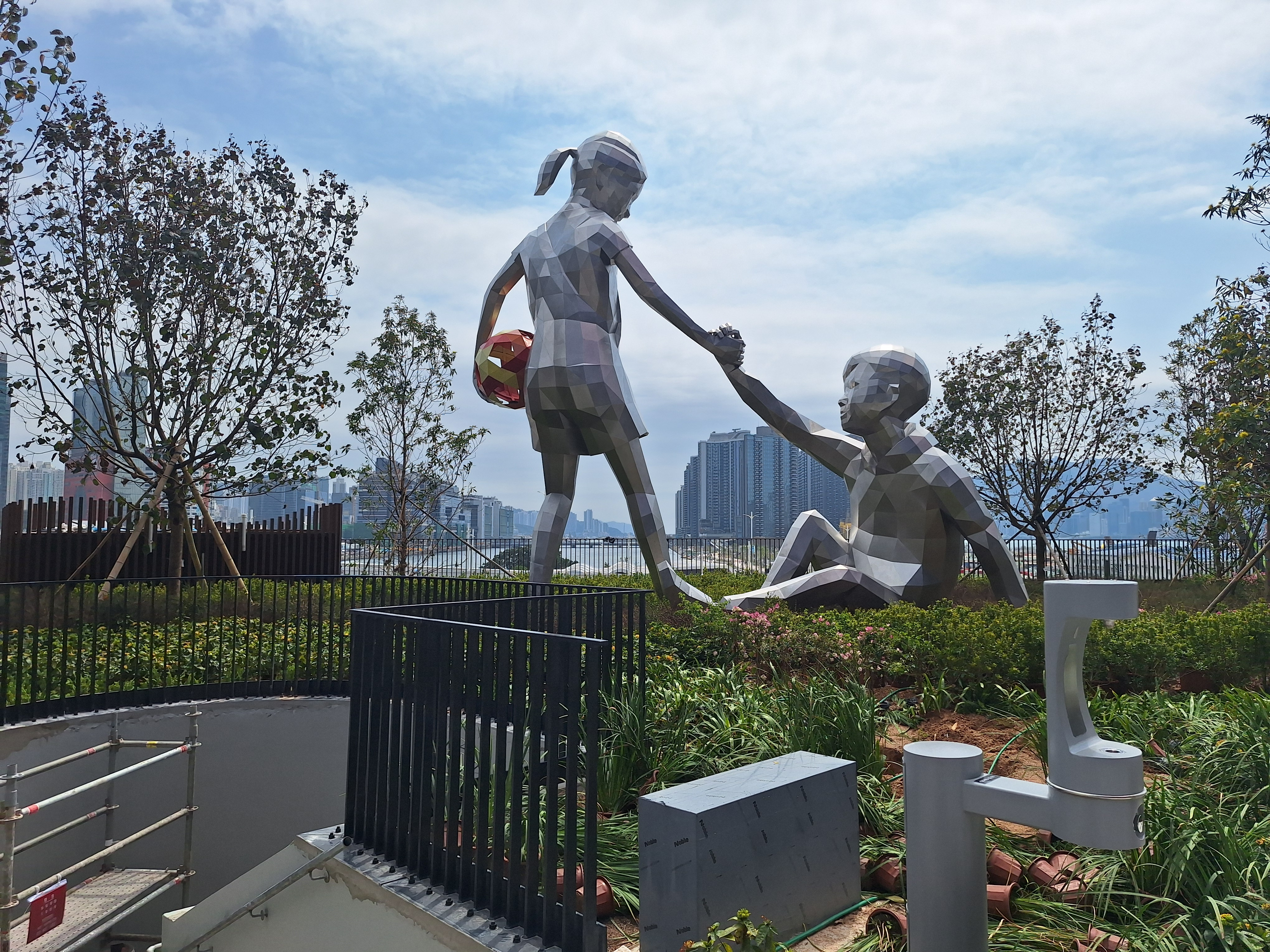
東籬廣場雕塑作品《你與我》

#### 啟德主場館
啟德主場館（英語：Kai Tak Stadium）以「東方之珠」為設計主題，外牆由27,000塊三角形鋁質面板拼合而成，能隨光線折射出紫、藍、銀白等多變色彩。面向維港的南看台設有巨型玻璃幕牆。場館上蓋結構及主鋼桁架由15,000噸鋼材構成，並配備重達4,800噸、具備隔音功能的開合式上蓋，啟閉過程約需30分鐘。主場館設有約50,000個固定座位。視演出形式（如三面台或四面台）可調整至35,000個座位，能舉辦各類體育比賽、演唱會及文化活動。
場館設有逾30個飲食檔口，提供多國美食，如法國香檳、素食、美式漢堡、熱狗等。食品價格由港幣100元至10,000元不等，飲品亦介乎港幣50元至10,000元。
VIP「啟玥薈」廂房提供尊貴服務，包括私人廚師及人手照顧，二樓VIP區可包場舉辦小型自助餐聚會。自助餐內容涵蓋西餅、甜品、飲料、點心、燒味等，為來賓提供頂級餐飲體驗。名人如運動員姚錦成、議員霍啟剛及歌星肥媽曾先後於不同月份率先體驗VIP服務。
場館內設有多個男女及無障礙洗手間、育嬰室，以及多部無障礙升降機，方便所有觀眾使用。場內更設有大型螢光幕，用以顯示比賽分數或演出影像，科技水平較1990年代重建的香港大球場更為先進。
場館內設有「啟德展館」，介紹舊啟德機場與體育園的歷史，展示多件雕塑模型如《你與我》、《水連天》及《着陸》，以及體育園開幕禮使用的時間囊。展館於大型活動如國泰／匯豐香港國際七人欖球賽期間開放予公眾參觀，在演唱會期間則只限持票人士進場。

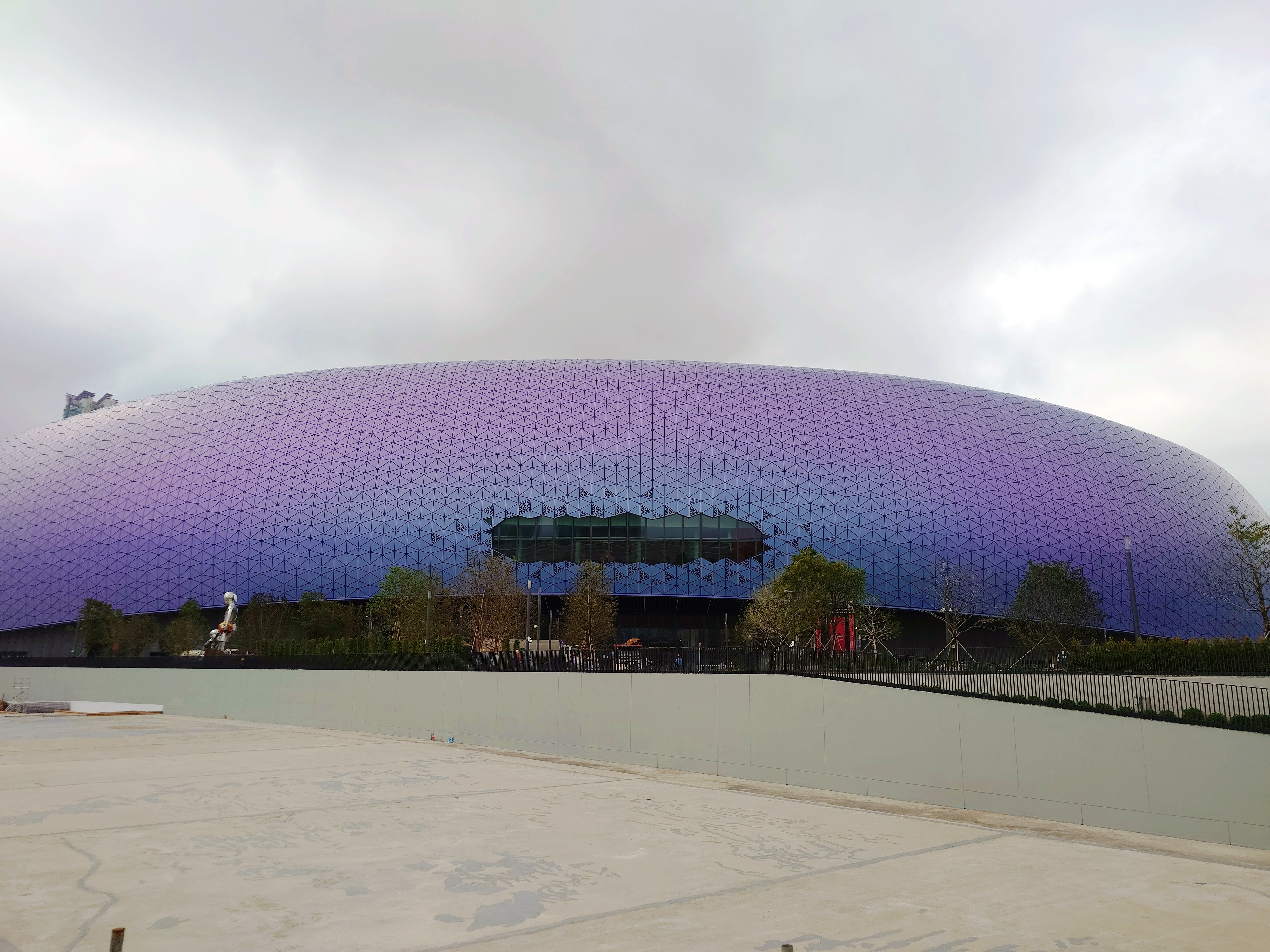
啟德主場館外形
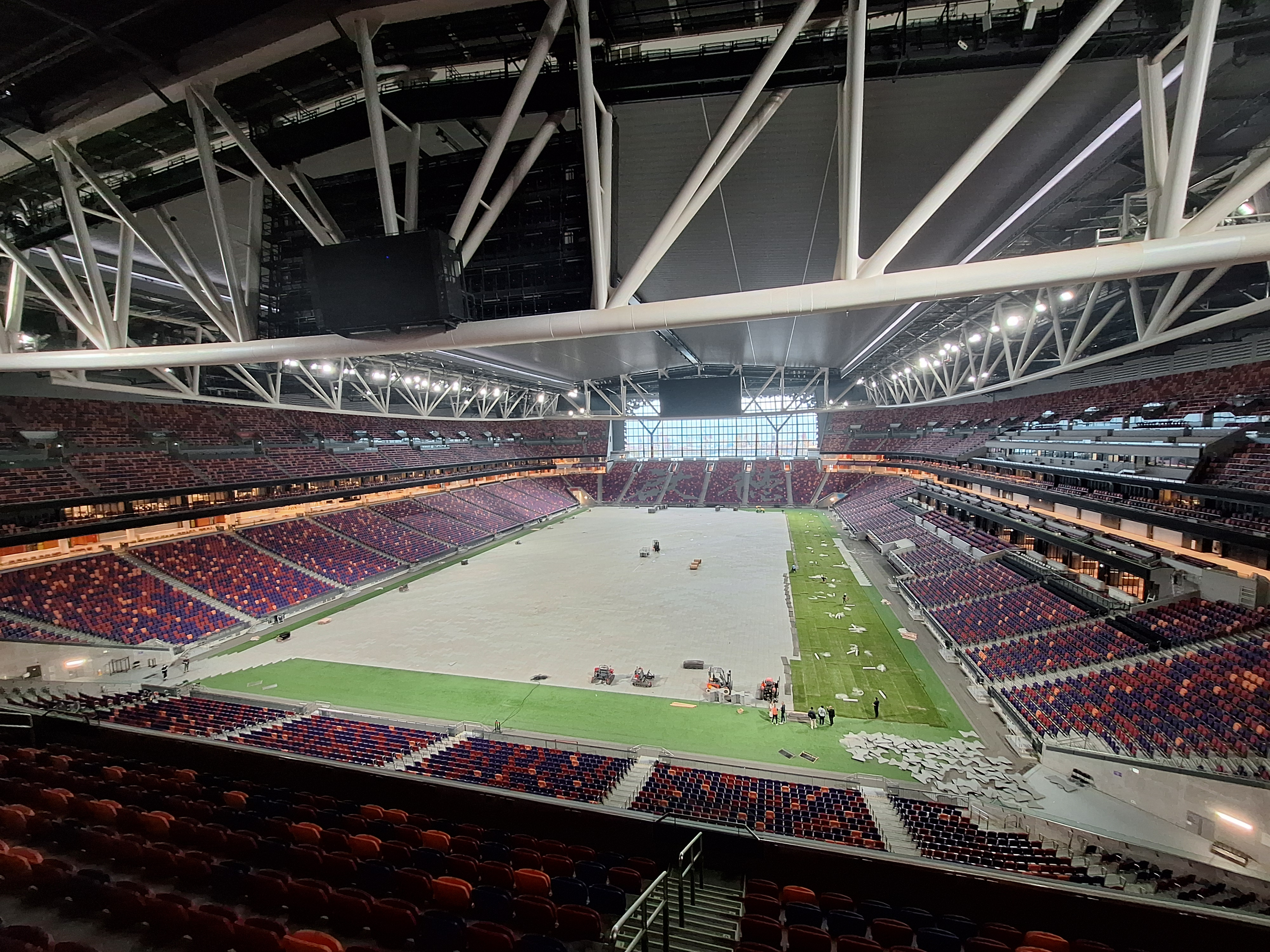
啟德主場館內部
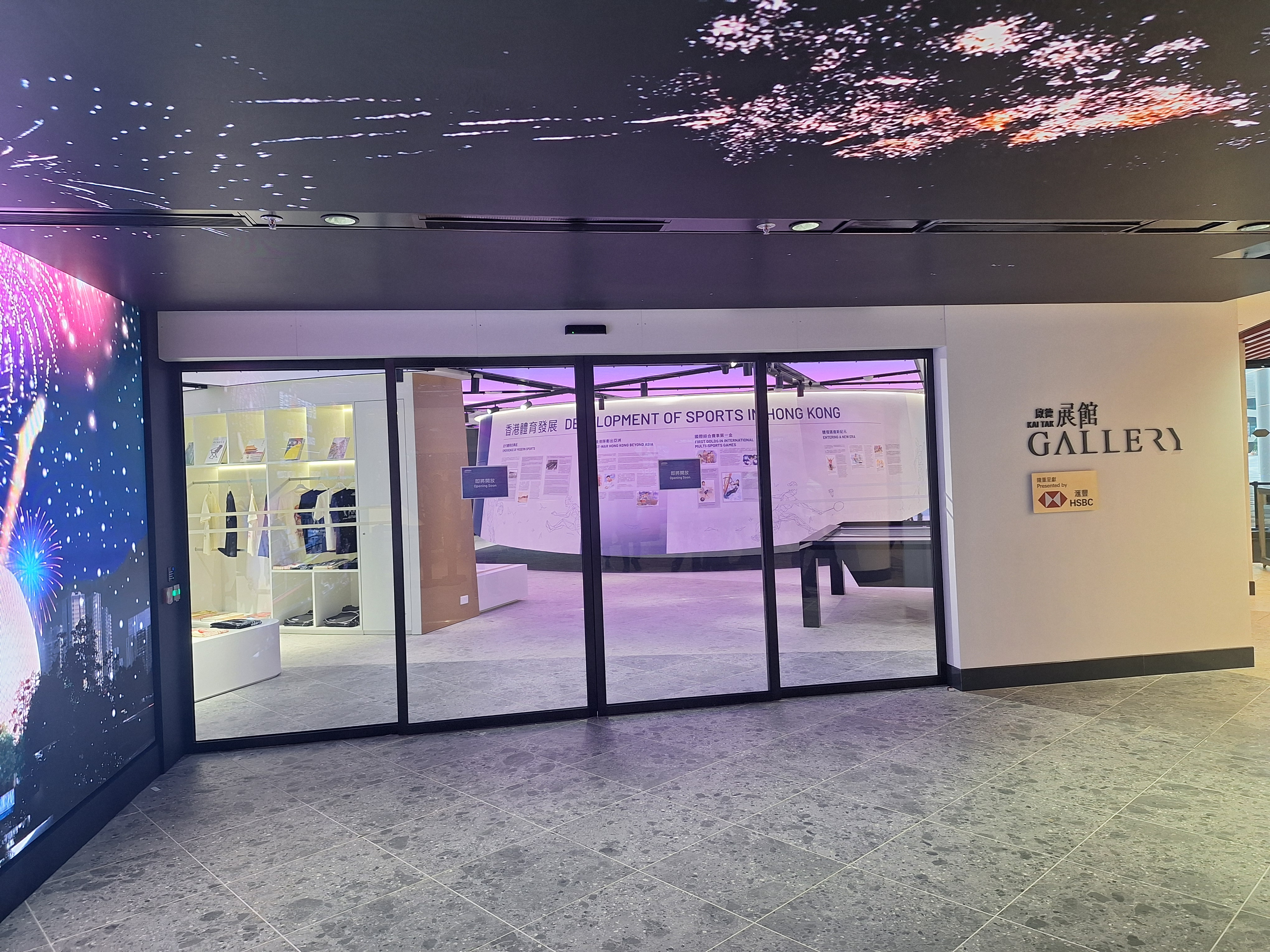
「啟德展館」展覽廳入口
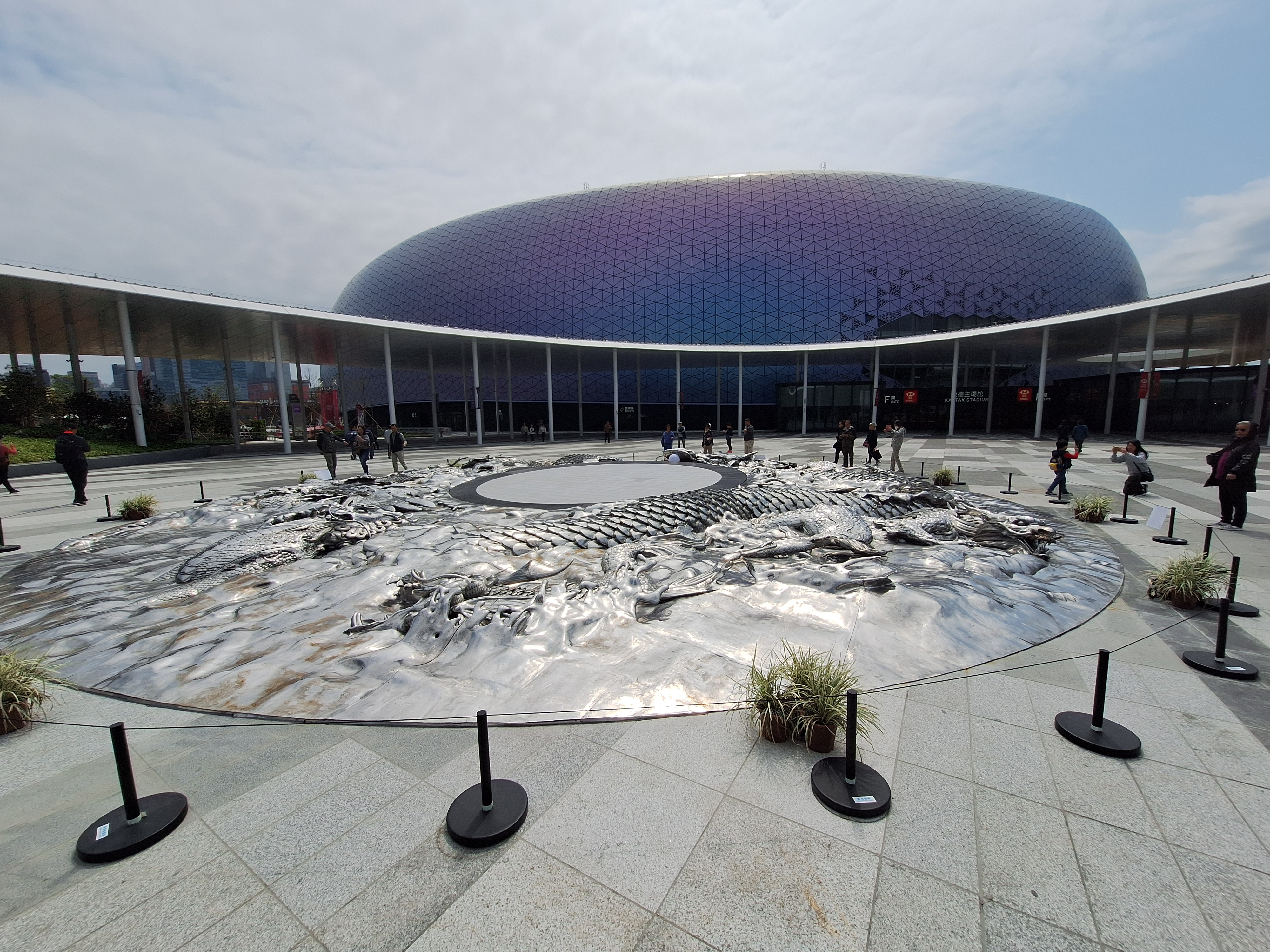
《龍之九子》不鏽鋼雕塑，中國藝術家任哲，中庭

啟德主場館自啟用以來，成為香港主要的大型體育及娛樂活動場地。場館可舉行多項國際級體育賽事，如賀歲盃、香港足球代表隊賽事及香港國際七人欖球賽等。同時，亦是亞洲流行音樂巨星舉行演唱會的熱門場地，曾舉辦謝霆鋒及周杰倫等藝人的個人演出。
為配合大型活動的散場人流，場館啟用「離場易」應用程式，協助觀眾有序離場。香港三大專營巴士公司——冠忠集團、城巴及九巴，會於世運道一帶設置臨時巴士站，提供往來各區的接駁服務。
2025年3月，立法會議員田北辰及楊永傑向政府提出書面質詢，關注主場館舉行演唱會期間的交通安排。政府回應表示，將增設特別通宵巴士專線，並聯絡跨境巴士公司以增加班次，確保觀眾可順利離場回家。
隨著啟德體育園落成，多項體育賽事已遷至該場館舉行。其中，香港國際七人欖球賽自香港大球場遷至啟德舉辦，而「香港足球盛會」亦邀請世界級球隊作賽，提升本地體育氛圍及國際關注度。
2025年6月10日，香港足球代表隊將於該場館迎戰印度國家足球隊，為2027年亞足聯亞洲盃外圍賽第三圈賽事。成人票價暫定為港幣200元，加手續費後為230元；長者、學生及殘疾人士票價為80元，連手續費共110元。主辦方期望吸引過萬名球迷入場，突破香港大球場過往約6,000人的紀錄。由於賽事於夏季舉行，場館設有冷氣系統，有助提升球員與觀眾的觀賽體驗。2025年6月8日已賣了4萬五千票張門票、足總高層霍啟山先生透露所有上層也用80元特惠門票發售，希望可以坐爆啟德。現在購票人數已經破了香港隊史上最多入場數字。因為香港大球場最多只可以容納40000人、但因安全理由只會發售38000門票左右。2025年6月9日下午2時公佈，五萬張門票售完。6月10日晚上8時港台電視31會直播有關賽事。今次負責售票的公司cityline公佈、已有150萬收入。而足總未透露收入幾多。估計扣左場租、工作人員、表演嘉賓開支後有三百至四百萬港元收入。入場人數達42570人，刷新本地足球賽事入座紀錄。上次超過三萬人入場港隊比賽，是2009年東亞運動會足球香港大球場金牌戰中國香港對日本赛事，龍門葉鴻輝是唯一當年和今場有份出場的港隊成員，最終下半場90分鐘由中鋒米高博得十二碼。由13號前鋒史提芬彭利拿射龍門右手邊中內柱射入，險勝1比0，拿到主場寶貴3分。有不少藝人及運動員入場支持港隊包括丘建威，張家朗，鄒凱光，馬俊怡，孔德賢，余德丞，陳健安，盧覓雪，趙俊承，羅鈞滿，開場表演嘉賓香港海洋公園吉祥物跳舞，女子组合VIVA跳唱DTR，女歌手許靖韻唱K歌之王，中場表演嘉賓郭思唱心花怒放。
啟德主場館亦迅速成為國際天王巨星舉辦演唱會的重要場地，也成為觀眾欣賞大型演出的熱門地點。2025年4月，英國樂隊Coldplay及本地歌手謝霆鋒分別舉行演唱會，其中謝霆鋒四場演出共吸引超過17萬人次入場，觀眾人數相當於紅磡體育館十八場演出。
2025年8月中香港女歌手鄧紫棋是首位在主場館連開五場演唱會的歌手，五場演出共吸引超過21萬觀眾入場觀賞。

#### 中央廣場
中央廣場位於啟德體育園的中心地帶，亦是啟德體育大道的中間點。廣場空間可用作舉辦大型社區康體活動。

#### 東籬廣場
東籬廣場是一個佔地6,700平方米的有蓋戶外空間，適合舉辦不同類型的活動。該廣場展出由法國藝術家大衛·梅斯吉舒 () 創作的雕塑作品《你與我》。作品描繪兩名小朋友玩古代蹴鞠遊戲，其中手持蹴鞠的女孩正扶起跌倒的玩伴，體現信任與協作的精神。

#### 東營
東營是毗鄰啟德主場館的多用途活動區，佔地10,700平方米。東營鋪有天然草坪和硬地，可舉辦各類運動及活動，亦可配合主場館舉行大型活動。

### 啟德體藝館區

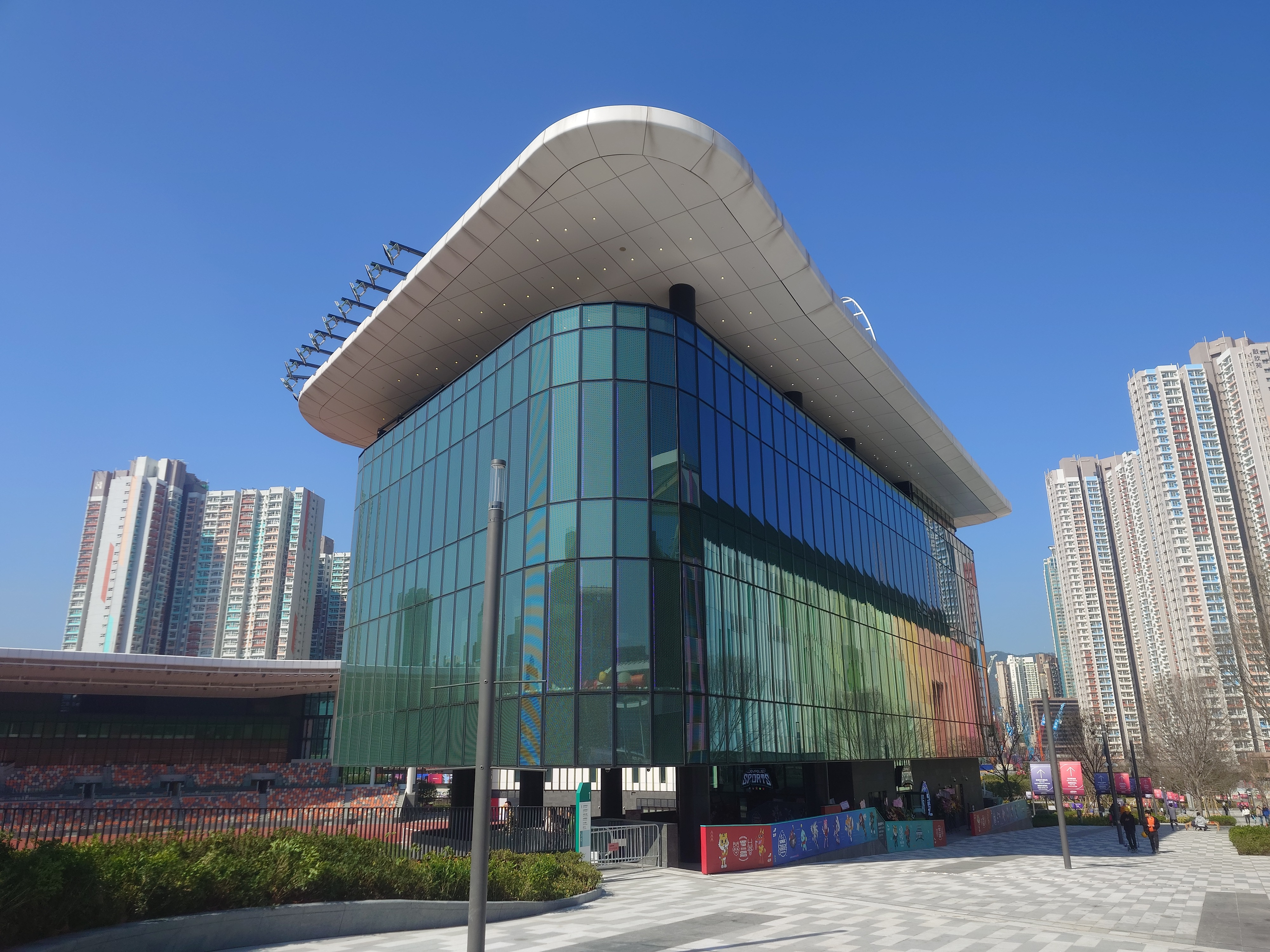
啟德運動健康中心

#### 啟德體藝館
啟德體藝館（Kai Tak Arena）設有主場及副場。主場「競技場」採用三面台設計，可容納最多10,000名觀眾，設計符合羽毛球、籃球、體操、網球及乒乓球等國際賽事標準。整個場館為無柱式設計，近八成座位可伸縮或移動。座位收起後，場地面積接近40個羽毛球場大小，適合舉辦各類大型賽事及社區體育活動。
副場館「習藝坊」可容納500名觀眾，觀眾席可收起，活動空間相當於12個標準籃球場。
2025年5月11日（星期日），電視廣播有限公司（TVB）將於體藝館首次舉行大型演出《中年好聲音3》總決賽。主場啟用後，將分擔香港會議展覽中心、亞洲國際博覽館及紅磡體育館的使用率，實現場地功能分流：前兩者專注展覽活動，後者專注體育活動。
表演嘉賓兼評審包括羅志祥（首位於體藝館表演的台灣歌星）、張智霖及葉倩文。
中國人壽（海外）世界女排聯賽香港2025，6月18日至6月22日首次移師體藝館比賽。
「PPA 亞洲職業匹克球巡迴賽香港公開賽2025」由中國香港網球總會支持，於2025年8月21日至24日在啟德體育園體藝館舉行
。
2025年10月更首次舉行室內網球比賽。

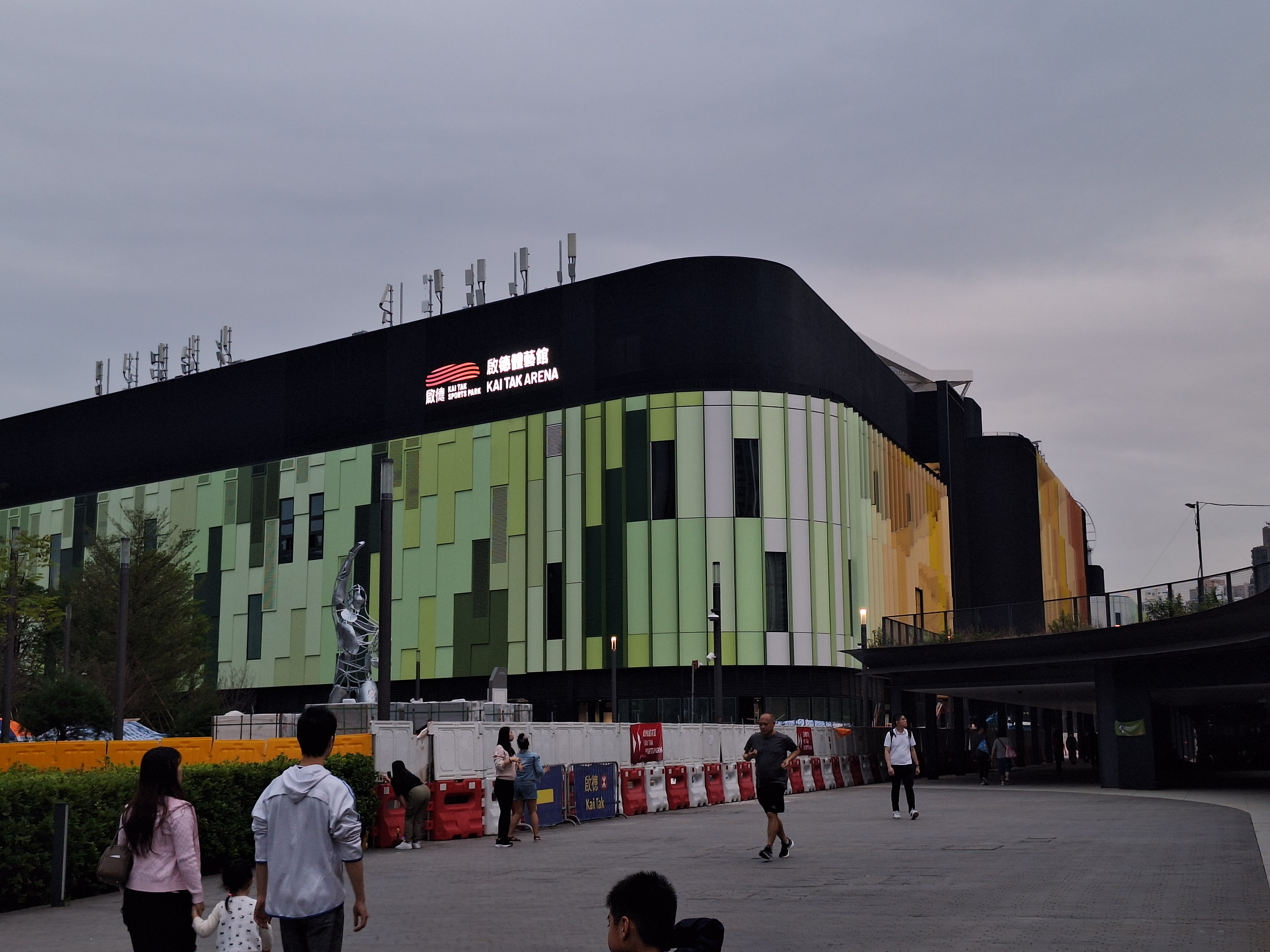
啟德體藝館
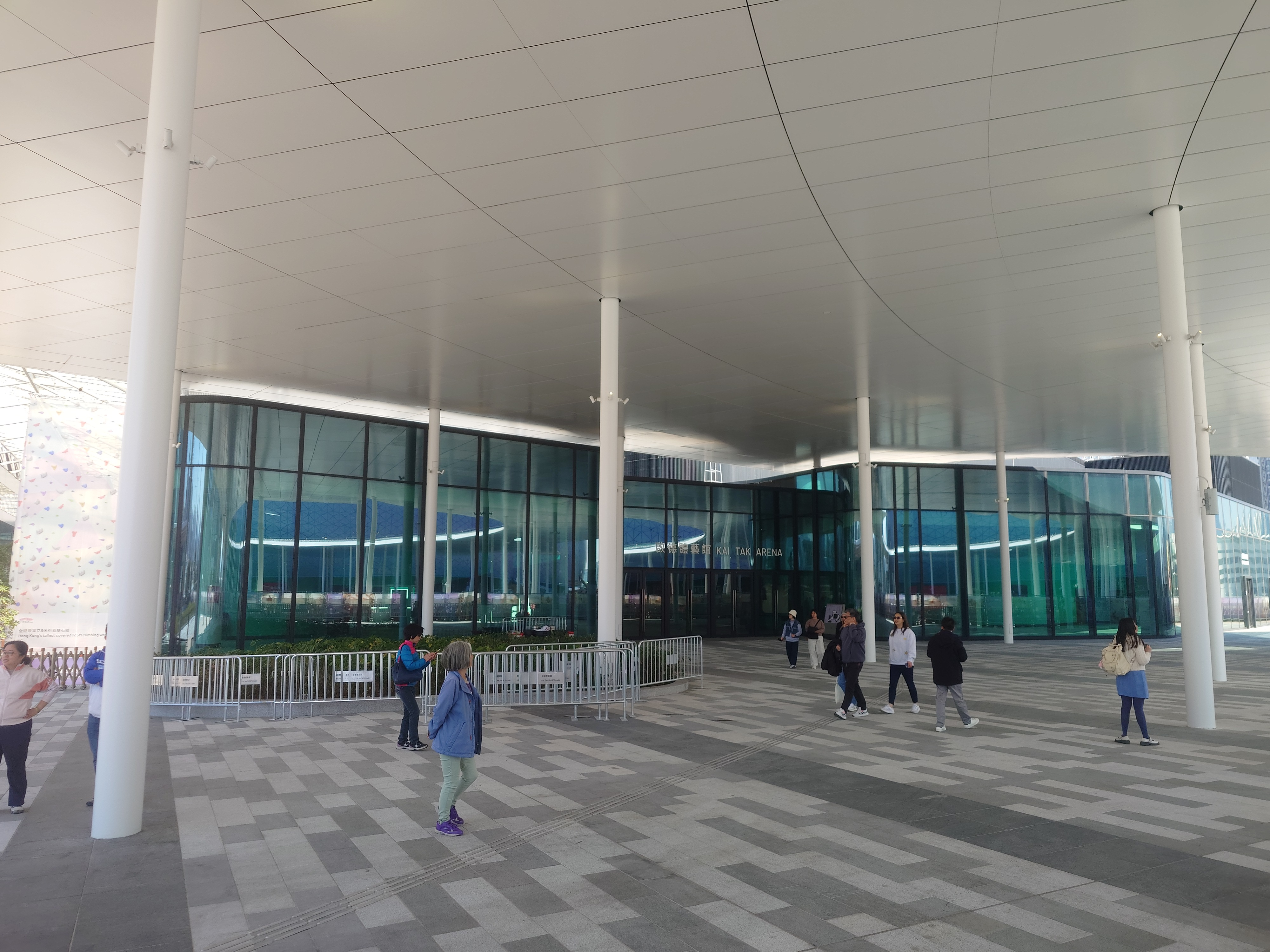
體藝館南面入口
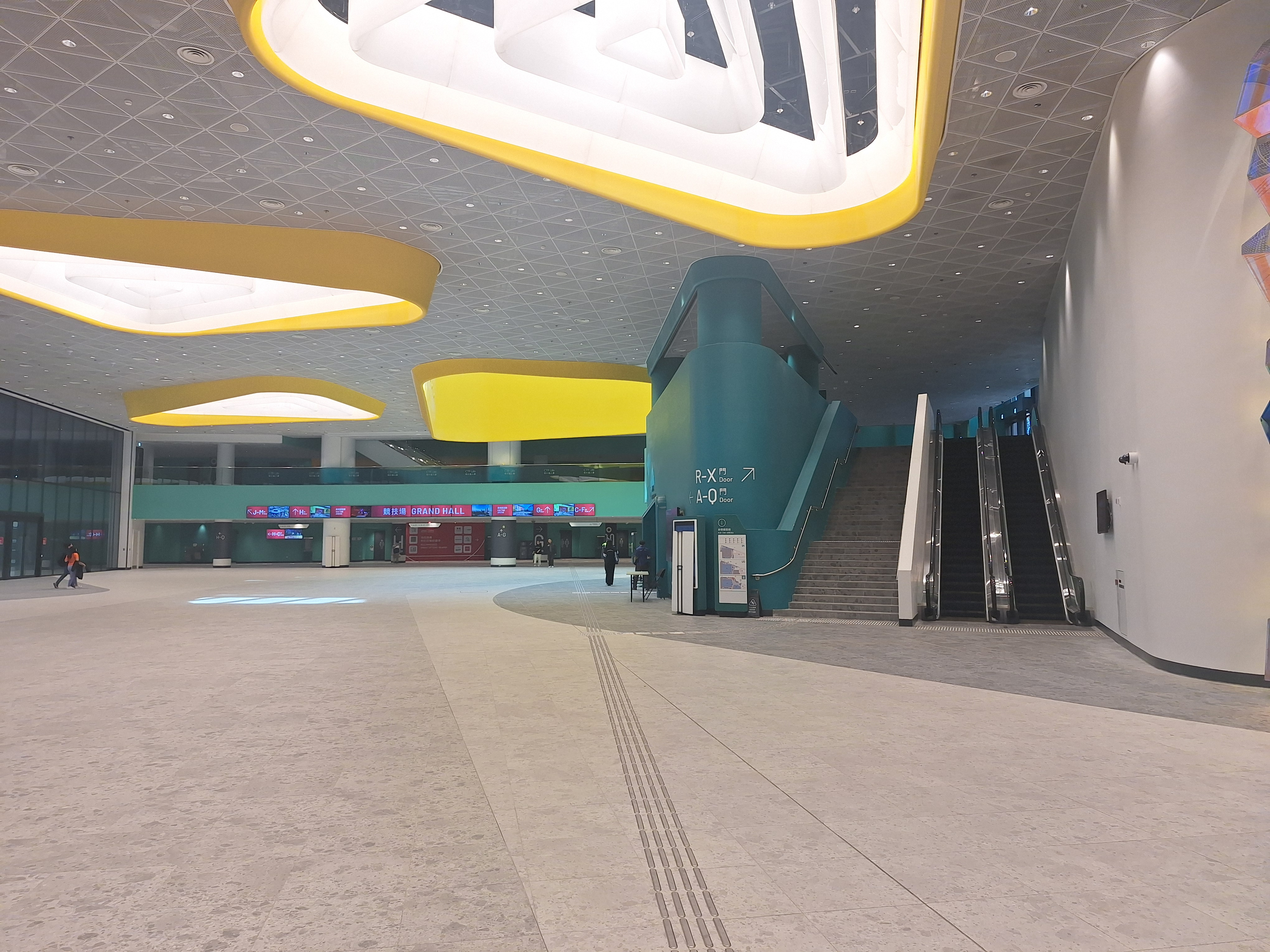
體藝館大堂

地下商戶
- 真章魚無雙x TEA BASARA
- Subway
- 啊一檸檬茶
- 倆仨杯
- APOLLO阿波羅
- 吃茶三千

#### 運動健康中心
運動健康中心是位於零售區近啟德青年運動場的5層高的建築物，由世嘉都市乐园租用，開設海外首間JOYPOLIS SPORTS，於2024年12月22日開幕。

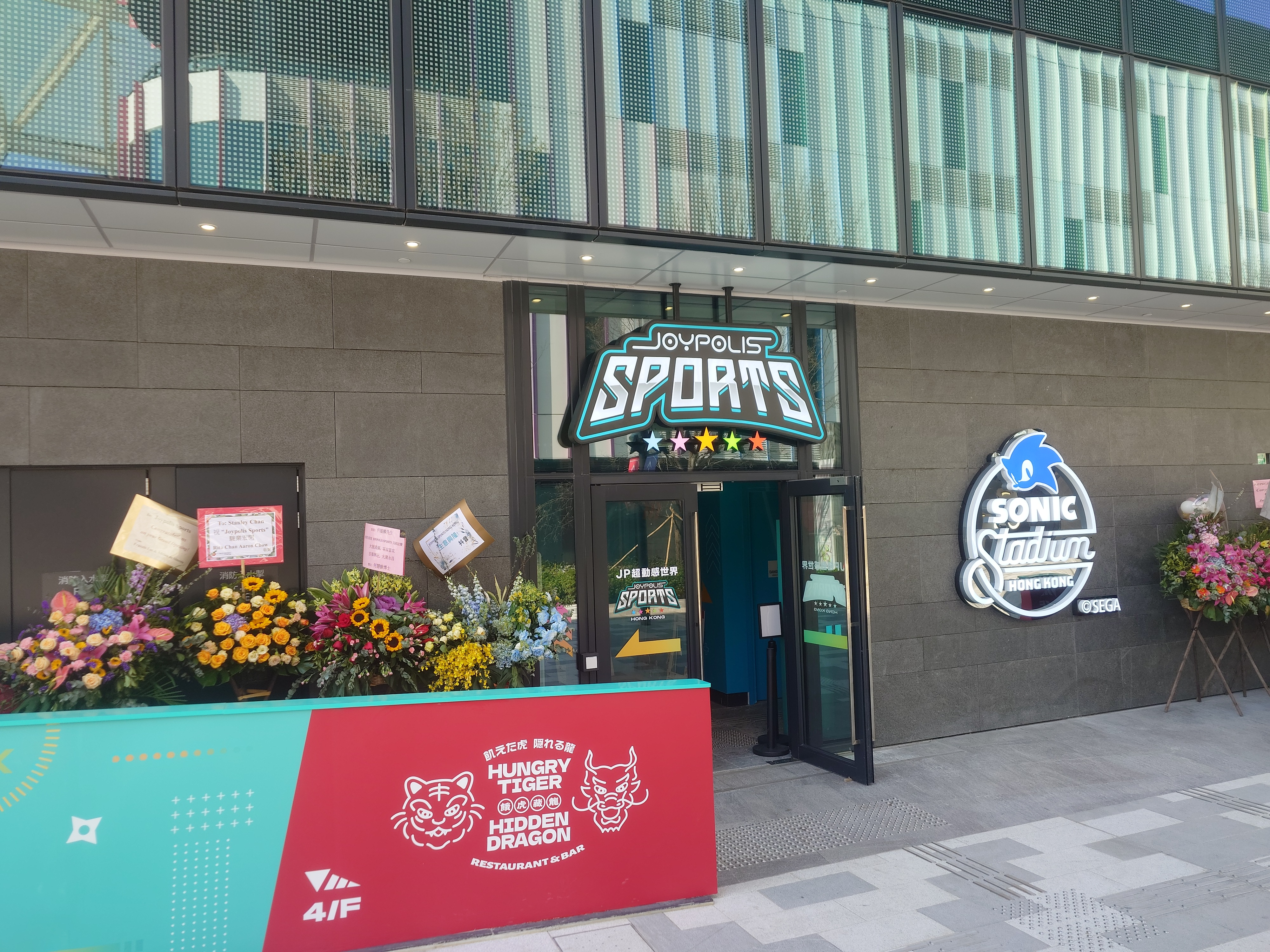
運動健康中心入口
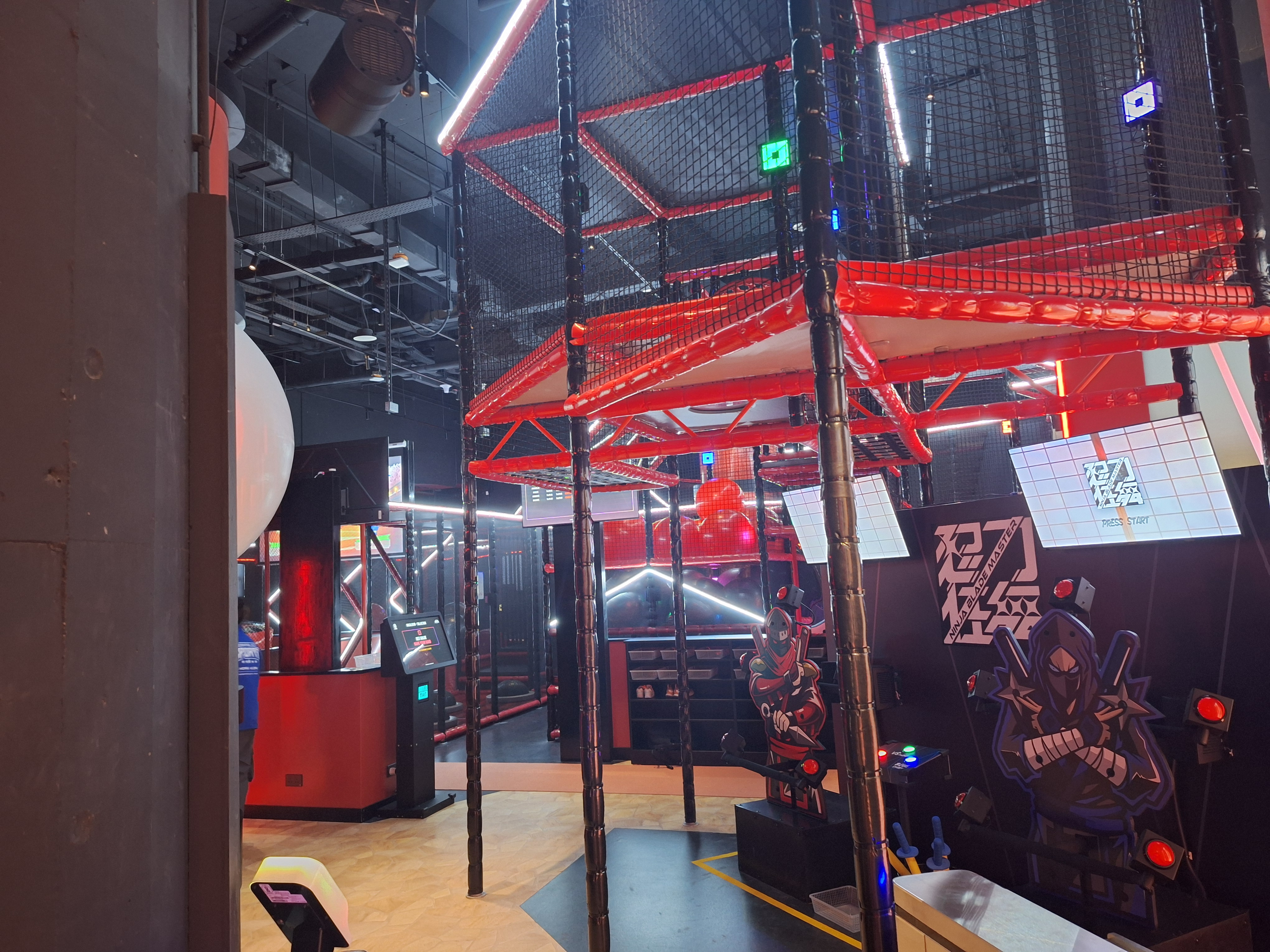
忍者道場 NINJA DOJO（位於地下）

樓層設施如下：
- 地下：忍者道場 NINJA DOJO
- 1樓（入口）：售票處及紀念品商店
- 2樓：超音鼠主題遊樂場SONIC Stadium
- 3樓：未來運動館 Future Arena
- 4樓：「餓虎藏龍 Hungry Tiger Hidden Dragon」餐廳

#### 北斗園

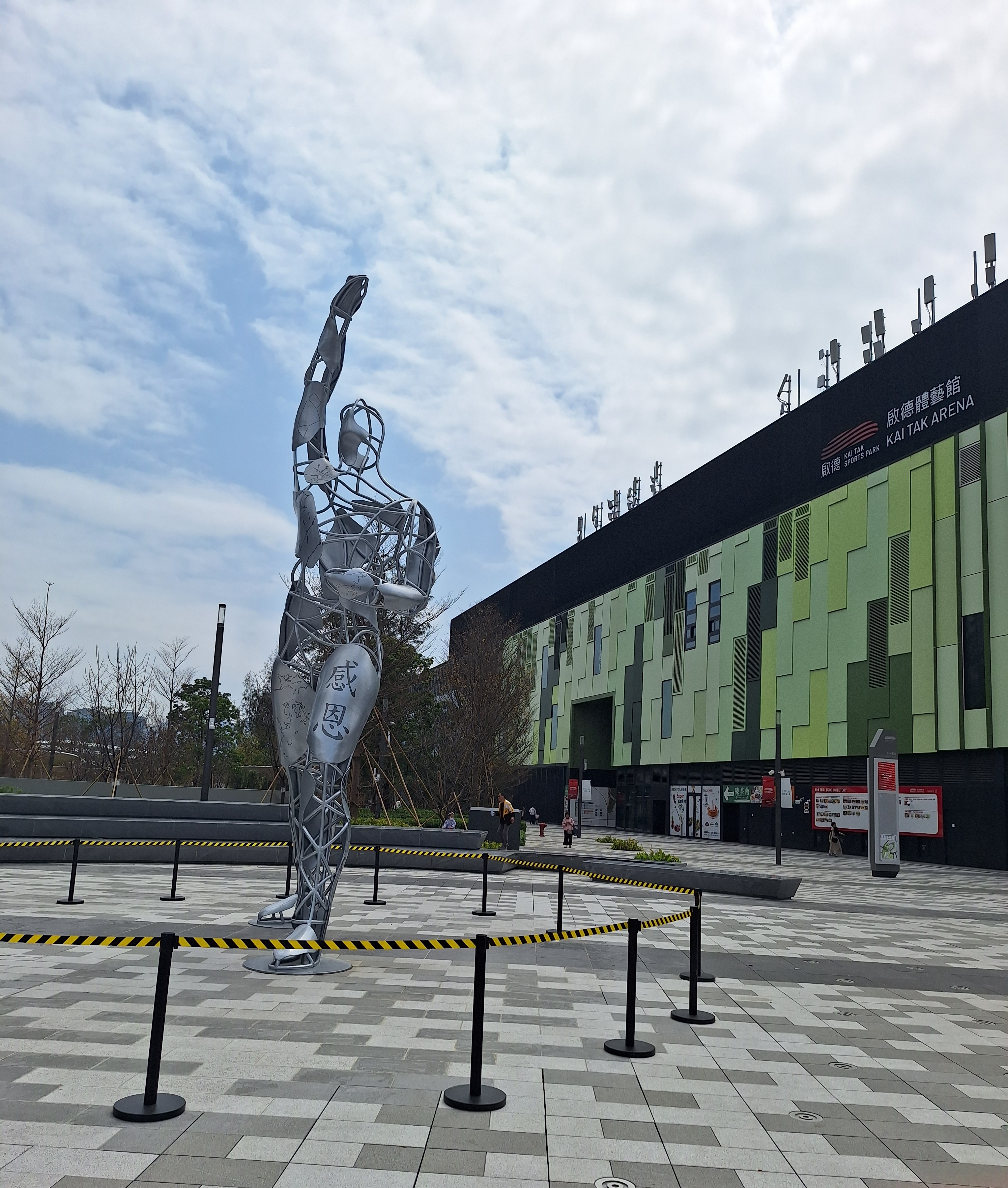
北斗園雕塑作品《水連天》

北斗園位於園區東北面，提供多個球場及活動區，有單車徑、緩跑徑、兒童遊樂場及草坪供市民享用。北斗園更展出了一座名為《水連天》的雕塑，由澳洲藝術家當文歷 ‧ 索頓創作。這雕塑手伸向天空、昂首挺胸，不但展現香港精英運動員追求突破的精神，亦象徵人類超越極限的渴望。此外，《水連天》特別向何啟和區德致敬，紀念他們對啟德發展作出的貢獻。
2O25年8月8日(星期五)，兒童遊樂場正式開放。

### 啟德零售館區
啟德零售館（Kai Tak Mall）共有3座主建築，分別是啟德零售館1、啟德零售館2、啟德零售館3，每座最高5層，共提供200間零售及餐飲商店，於2024年12月18日開放。
2025年4月27日（星期日）謝霆鋒連同兩名兒子在商場吃午餐、為商場餐飲服務打響宣傳頭炮。

#### 啟德零售館1
| 地下                                                                   | 一樓                                                 | 二樓 | 三樓                  |
| - 美珍香 - 陳茶館芋圓甜品專門店 - 7-ELEVEN - FILA - Garmin - DECATHLON | - InMart - 6IXTY8IGHT - GU Hong Kong - UNIQLO - 莎莎 | - mfs名果店 - 好鍋日子 - 兩姊妹涼皮×株式會社 - 蜜滋麻美 - 敏華冰廳 - 安金稻朝鮮拌飯 - 亞參雞飯 - 餃子駅 - 一橋拉麵 - 萬寧 - 屈臣氏 - 商務印書館 | - Top Bowl - 保齡球館 |

#### 啟德零售館2
| B1層                           | 地下 | 一樓 | 二樓 | 三樓 | 四樓                              |
| - AEON STYLE - KOMEDA'S Coffee | - NIKE - ASICS - NEW BALANCE - PUMA - ADIDAS - New Era - SKECHERS - National Geographic - Pizza Maru - GoNuts. - FanTown | - Hot Toys - Nintendo Store - Banananaxx - Hisso - N+ BURGER （页面存档备份，存于） - JOMO - GREYHOUND Cafe - 鐵牛台灣牛肉麵 - A4ArtHouse - Crocs - nsew - 任天堂正規商品販賣店 - Lisa & Sara | - OOFOS Recovery Footwear - Sharetea歇腳亭 - Bears & Friends糖果店 - 王家沙.花樣年華 - 韓剪 - FM + - BIGPACK - 龍豐Mall - 體健有限公司 - 滙豐 | - 牛角J - 和平飯店 - 名苑酒家 - 壽司郎 - 麵鮮醬油房周月 - Baleno - HotMaxx - Itzboxingday x Phoback - NAMCO - 玩具站 | - 澳洲EMMAS床褥 - 蓆夢思店 - 微影 |

#### 啟德零售館3
| 地下                              | 一樓                                                           | 二樓                                                                           | 三樓                                                                              |
| - 河內越式料理 - Grove - 四寶食堂 | - KFC - 大家樂 - 譚仔三哥米線 - 大生生活超市 - 啓蒙教育 - 明尚 | - PIZZA HUT - 蒸廬 - Flower Pilates - GainTree思林教育城 - 花·普拉提及嬋柔中心 | - LAPALMA Group Salon - 24/7 FITNESS - 香港桌球學院 - 香港慶熙跆拳道 - 智趣小博士 |

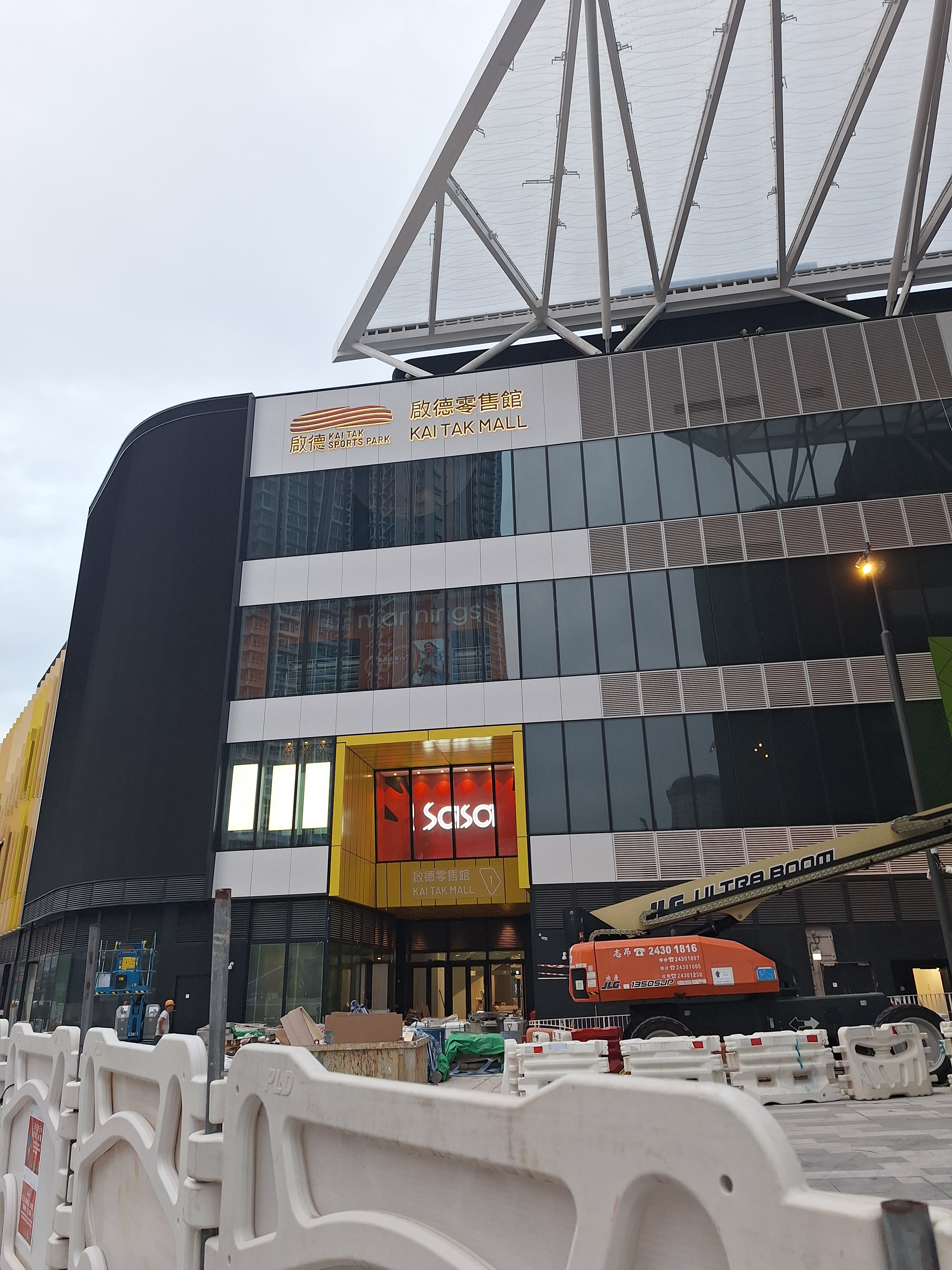
啟德零售館1
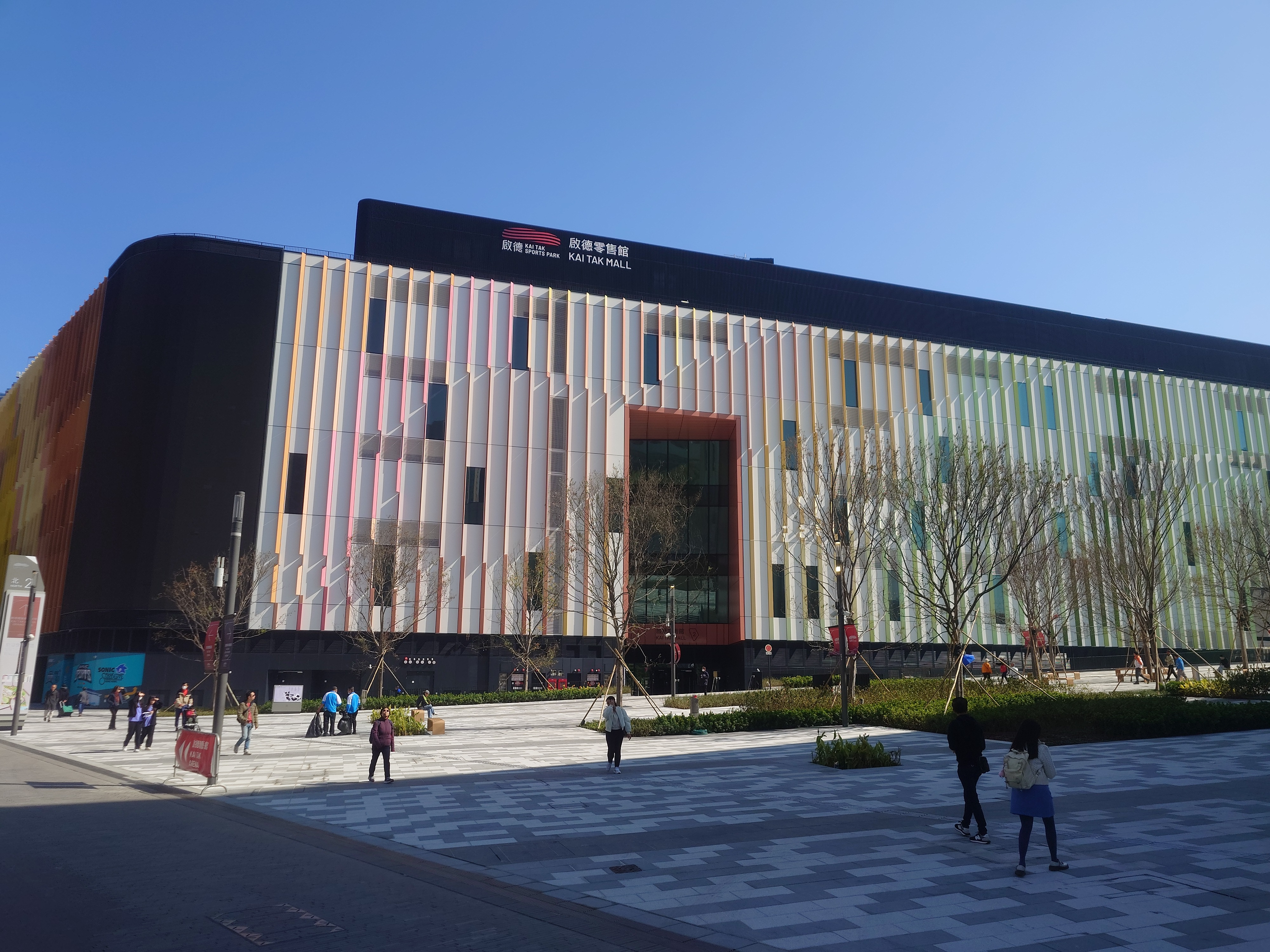
啟德零售館2
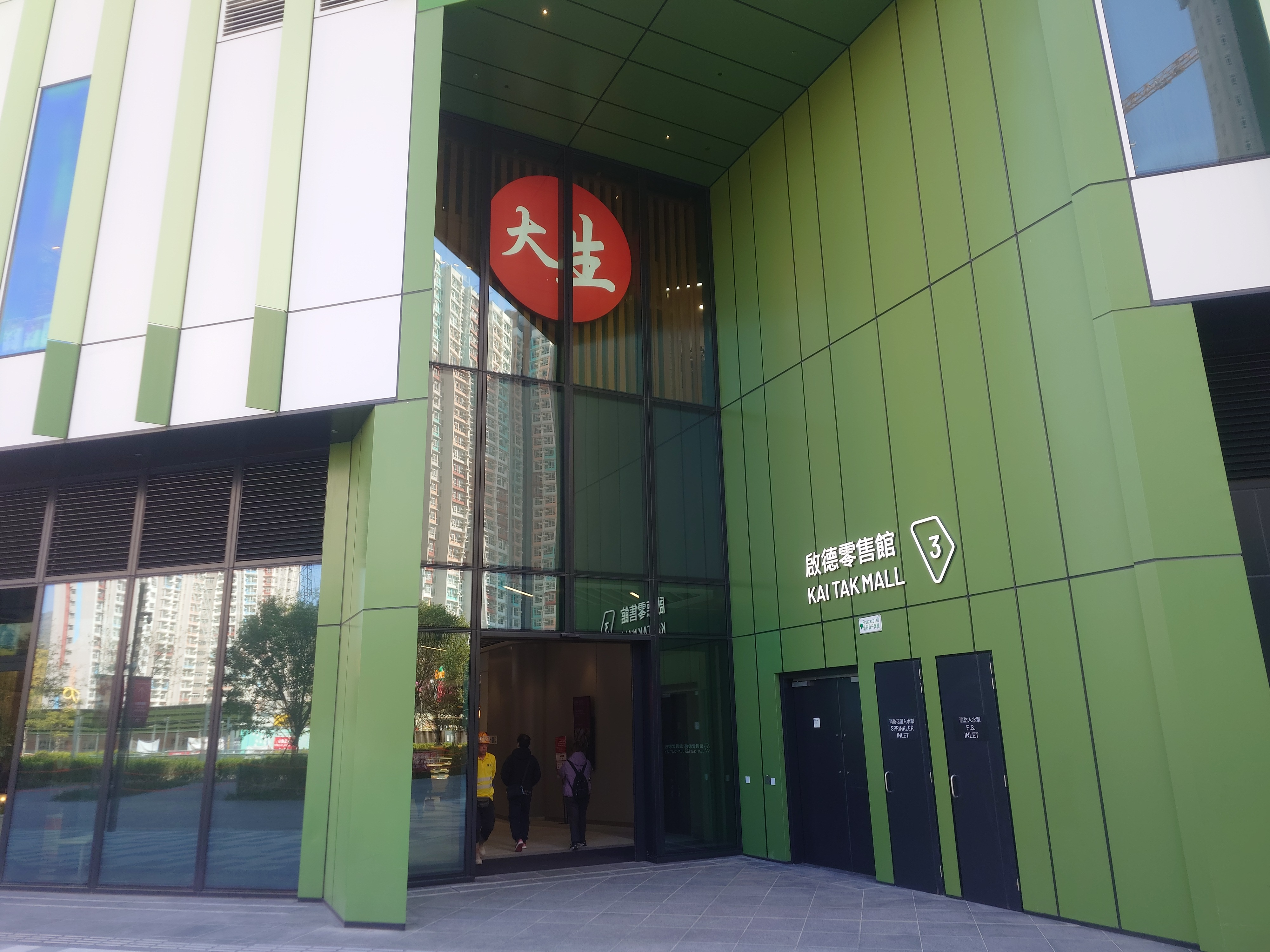
啟德零售館3入口
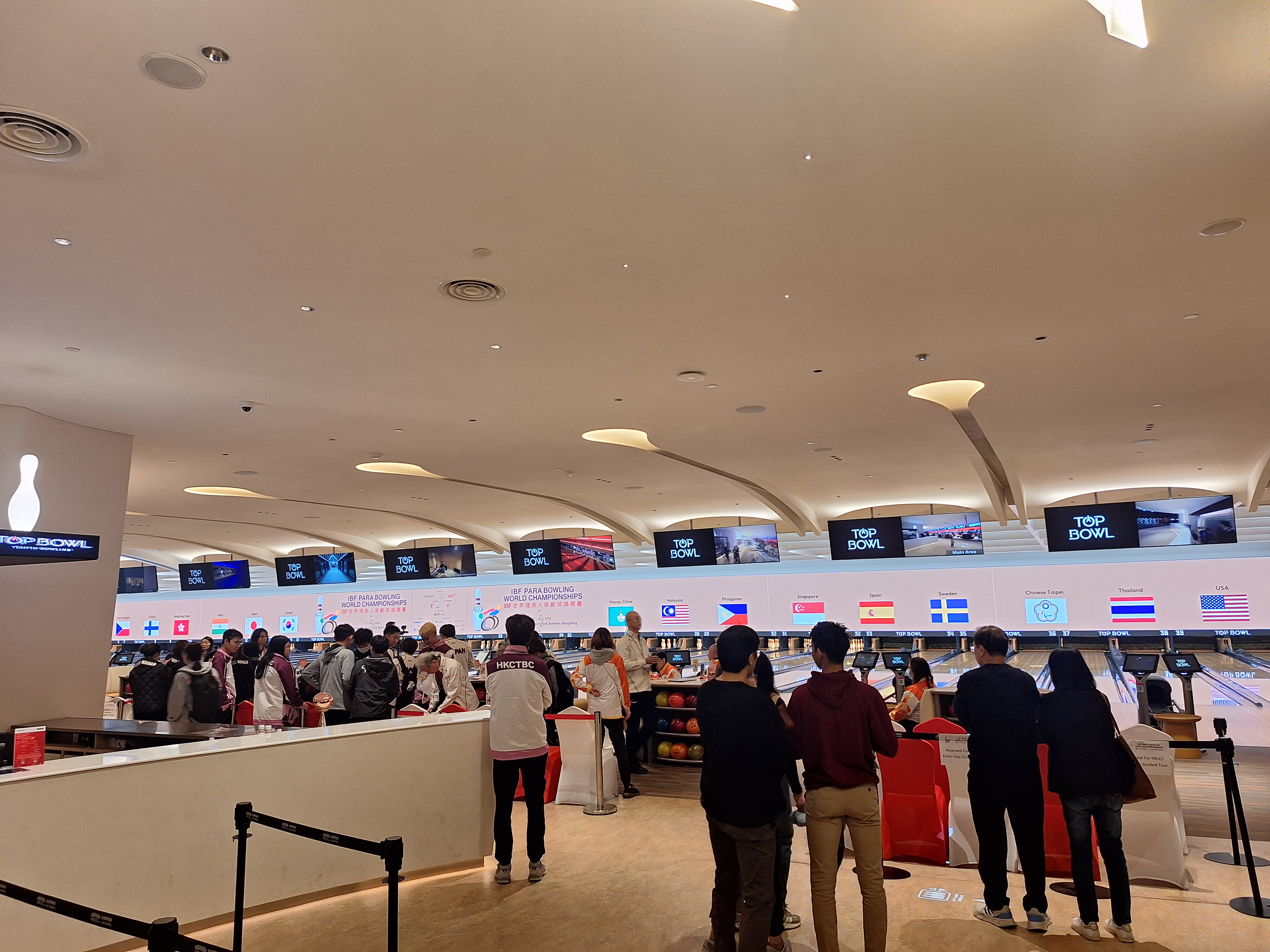
啟德零售館中的保齡球館（正進行IBF世界殘疾人保齡球錦標賽）

#### 四季風
四季風是體育園內的戶外空間，其取名源自古人看待季節變化的規律。四季風帶來由一口設計工作室創作的地面繪畫作品《流動時刻》，以二十四節氣為主題，邀請大家借鑒前人觀測宇宙的智慧，探索時間、自然與生活之間的聯繫。

### 啟德青年運動場區

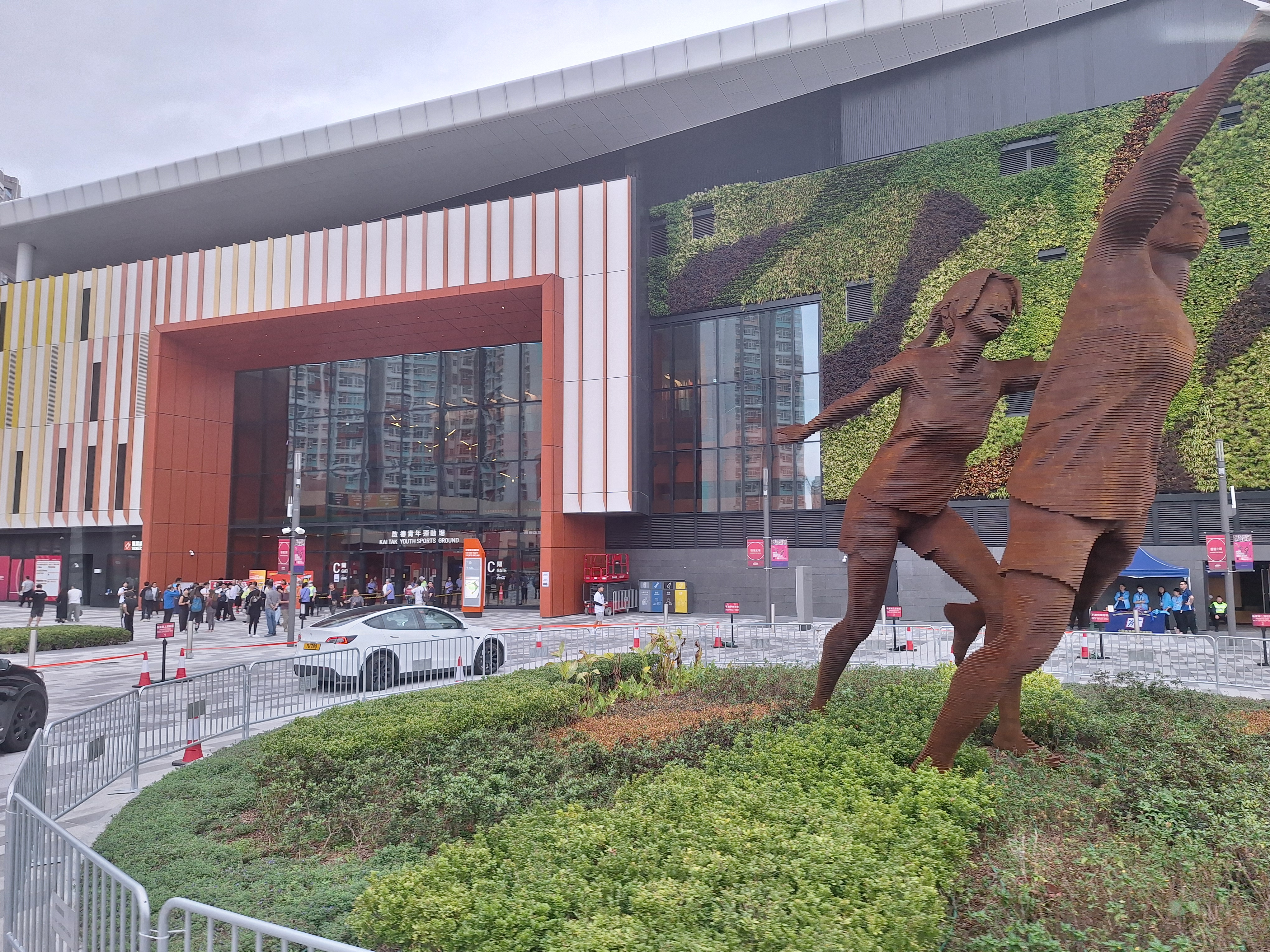
啟德青年運動場及13/31廣場

啟德青年運動場（Kai Tak Youth Sports Ground）設有多條世界田徑聯合會認可的跑道，可用作舉辦足球和欖球賽、運動員訓練活動及學校運動會場地，可容納5,000名觀眾。運動場外的13/31廣場更以啟德機場舉世聞名的13/31跑道命名，並展示了一座高 7.5米、名為《著陸》的雕塑。《著陸》由澳洲藝術家羅素．安達臣創作，靈感來自舊機場年代，飛機急轉47 度準備後在13/31 跑道降落的情景。

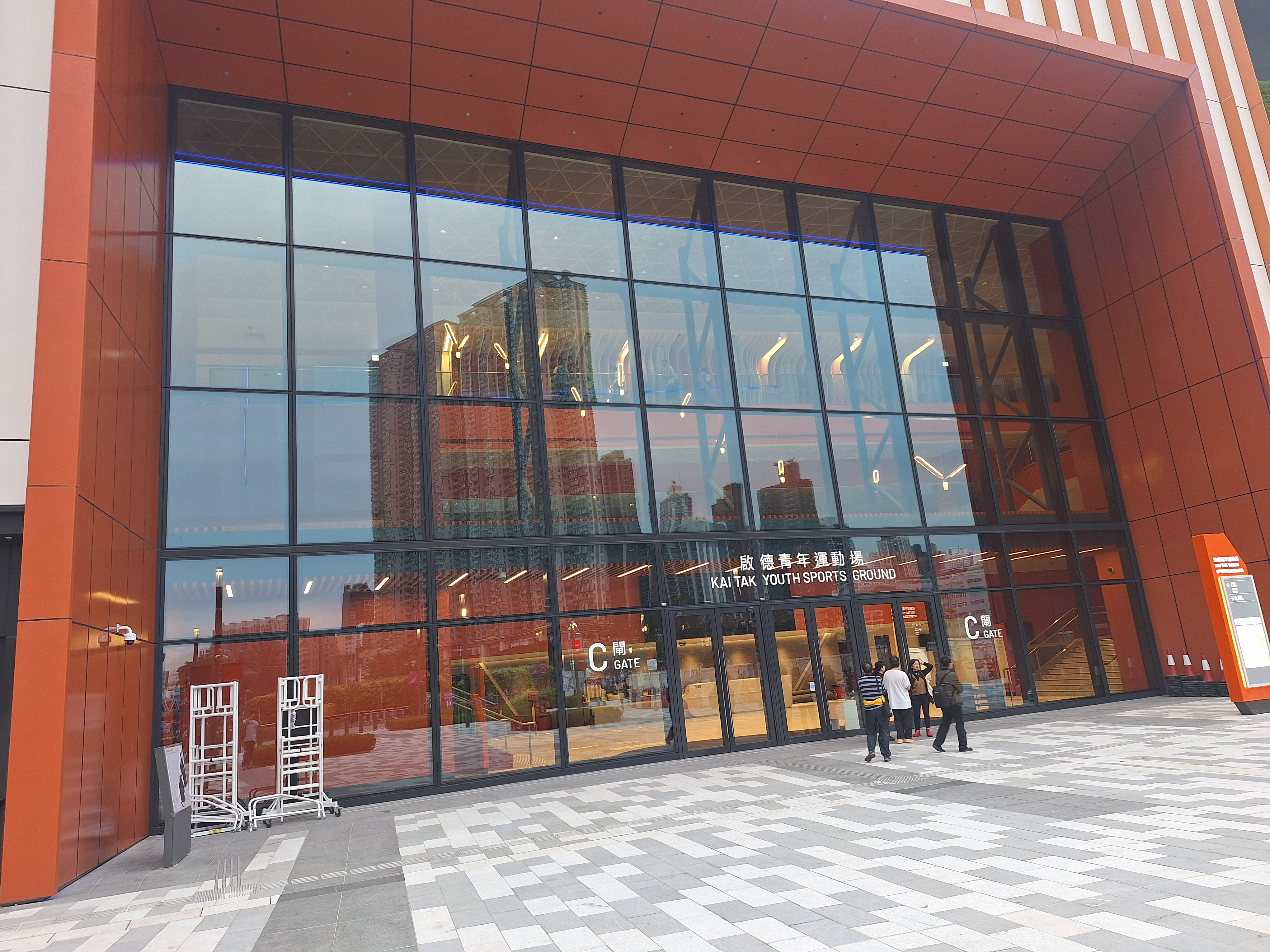
啟德青年運動場入口
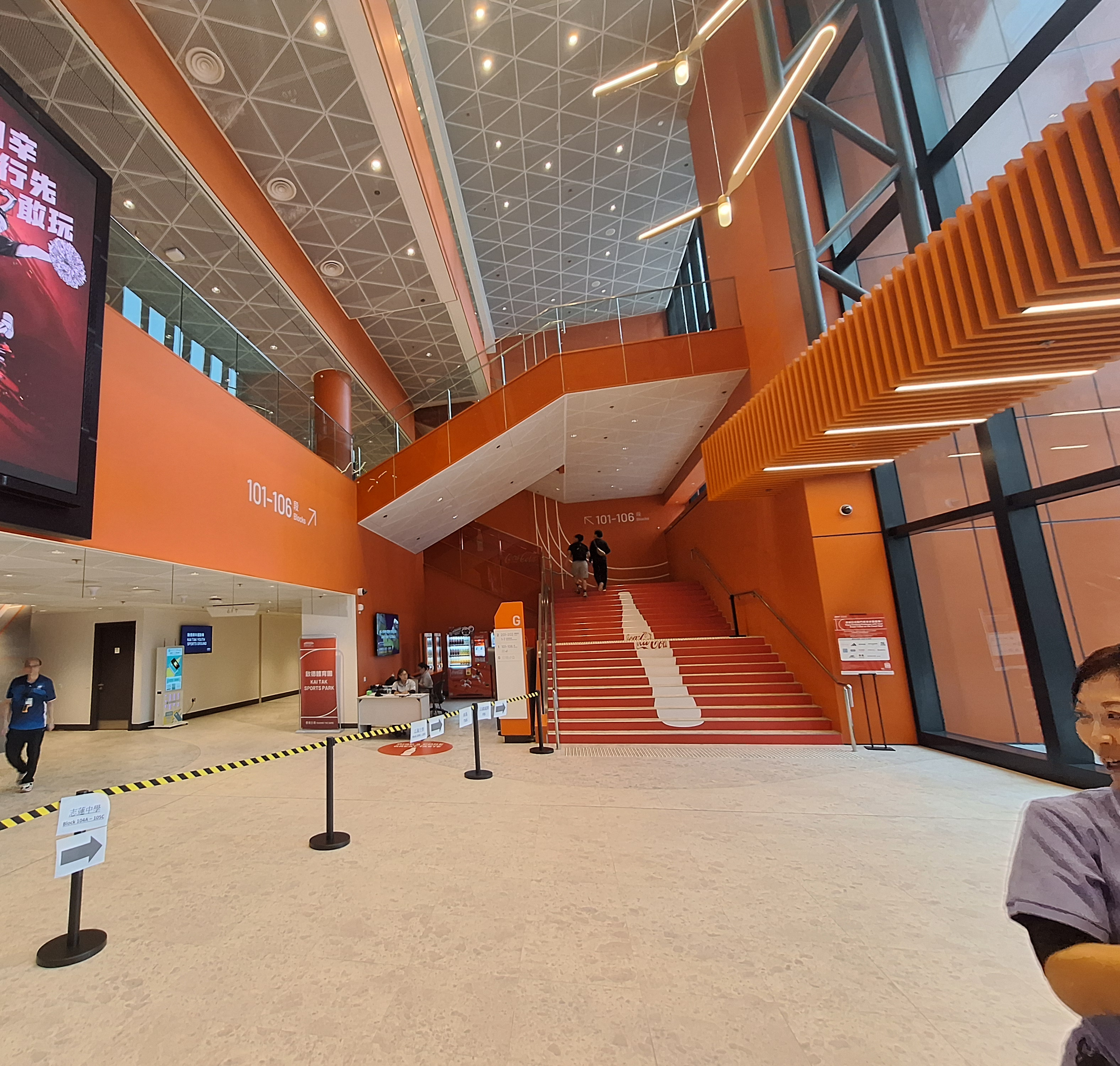
啟德青年運動場大堂
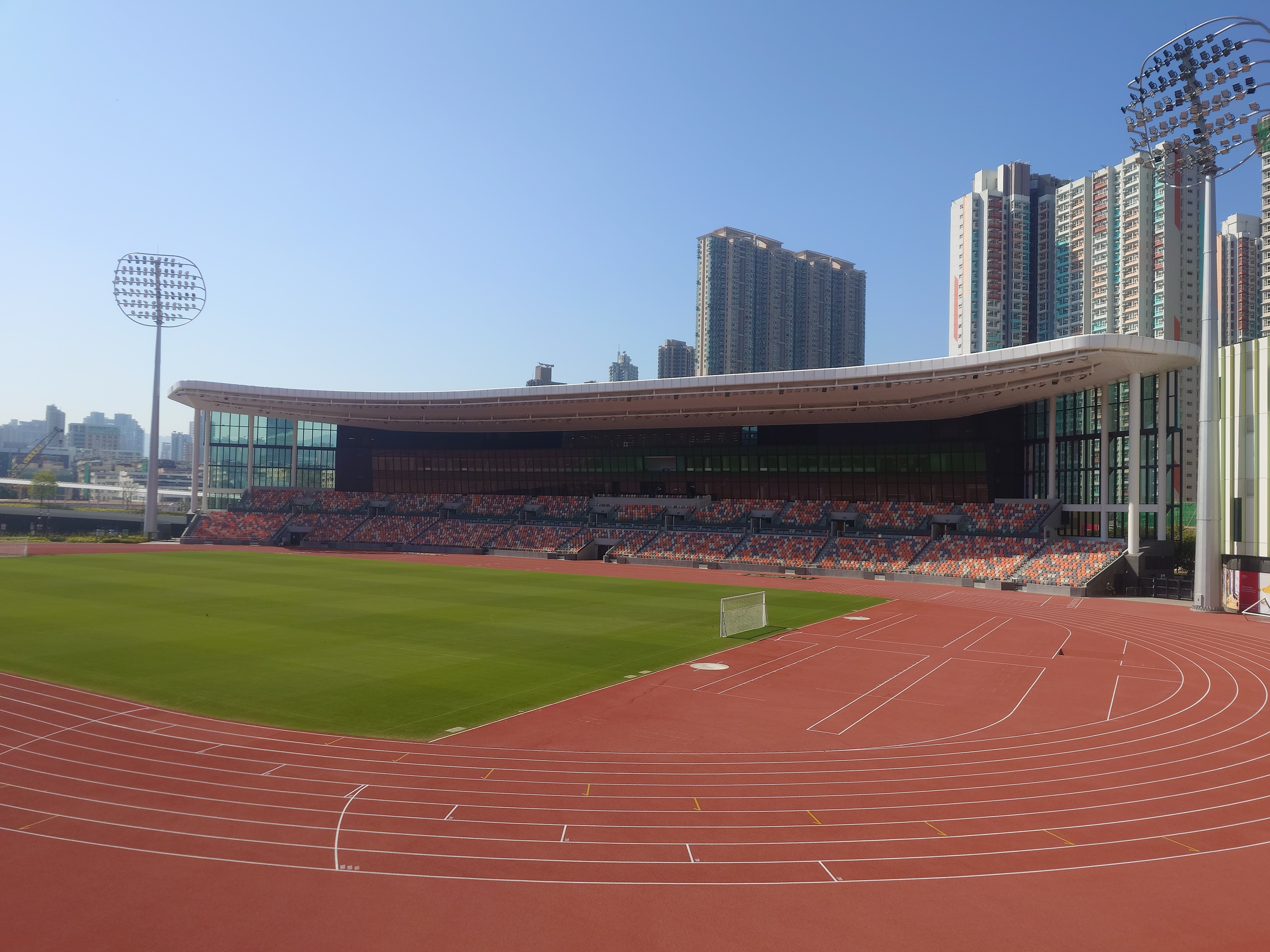
啟德青年運動場內部
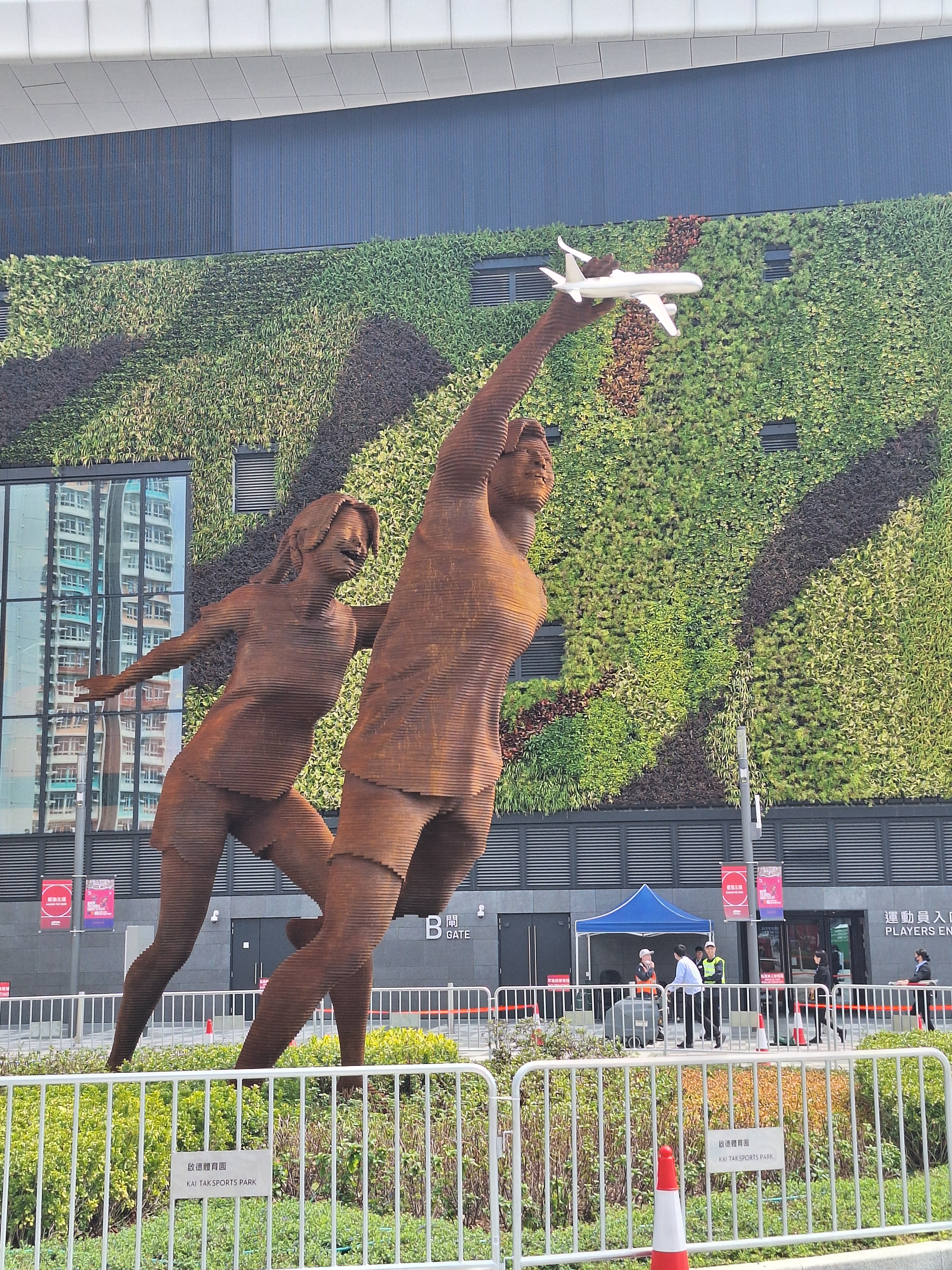
13/31廣場雕塑作品《着陸》

2025年2月至4月期間舉行了一系列全港中學24強足球比賽。
2025年至2026年香港超級聯賽賽季起，啟德青年運動場成為傑志主場。
每晚5時半至晚上十一時跑道收費時間。其他時間為免費時間。
但要網上登記成為啟德體育園會員才可以使用。

### 啟德體育大道
啟德體育大道是啟德體育園的中心軸線，貫穿園區的南北兩面。訪客經啟德體育大道可直達中央廣場，以及啟德體育園的三大主要場地：啟德主場館、啟德體藝館及啟德青年運動場。

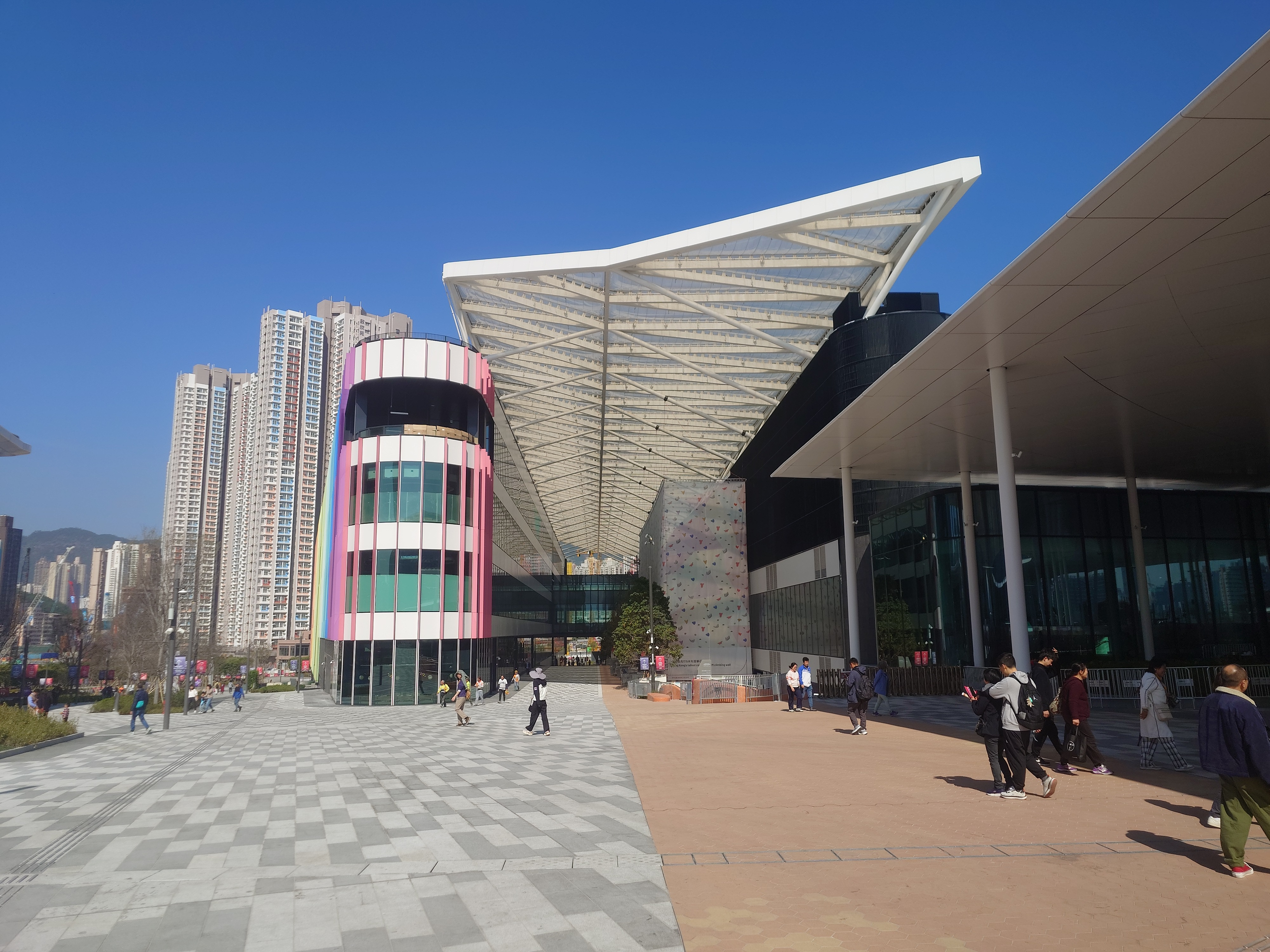
啟德體育大道

未來連同2028年底啟用的都會公園啟用後，園內有機會舉行一些三公里跑步比賽。

### 美食海灣區
美食海灣鄰接啟德海濱長廊，設有多家餐廳。舊啟德機場的前精密進場着陸雷達站將保留，並活化為教育區，成為體育園的一部分。

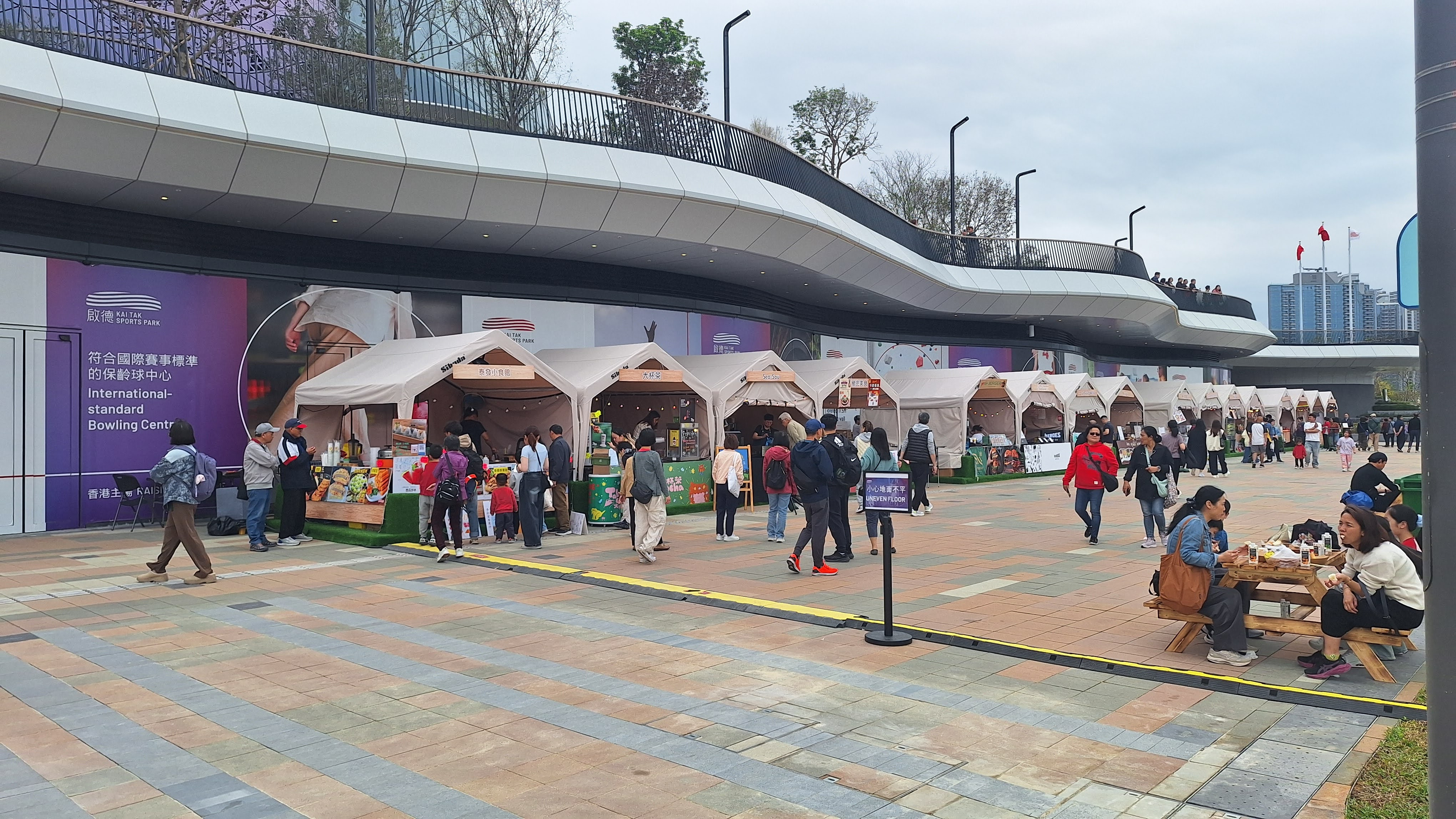
美食海灣
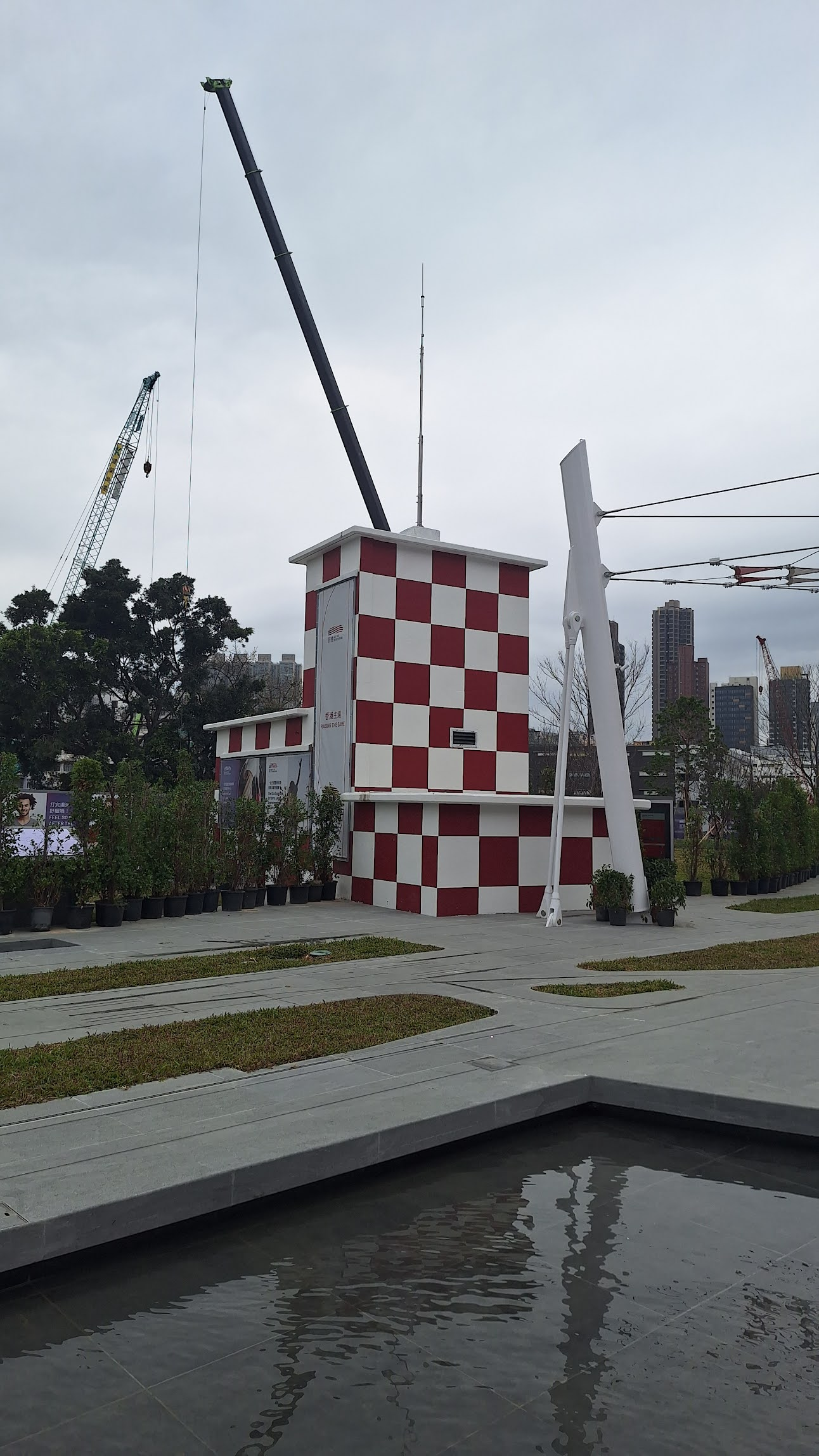
舊啟德機場着陸雷達站

2025年3月開始正式啟用。

#### 高陞劇場
高陞劇場鄰接維多利亞港，其設計如圓形劇場，可作休閒表演。

### 啟德帝盛酒店及中電啟德大樓

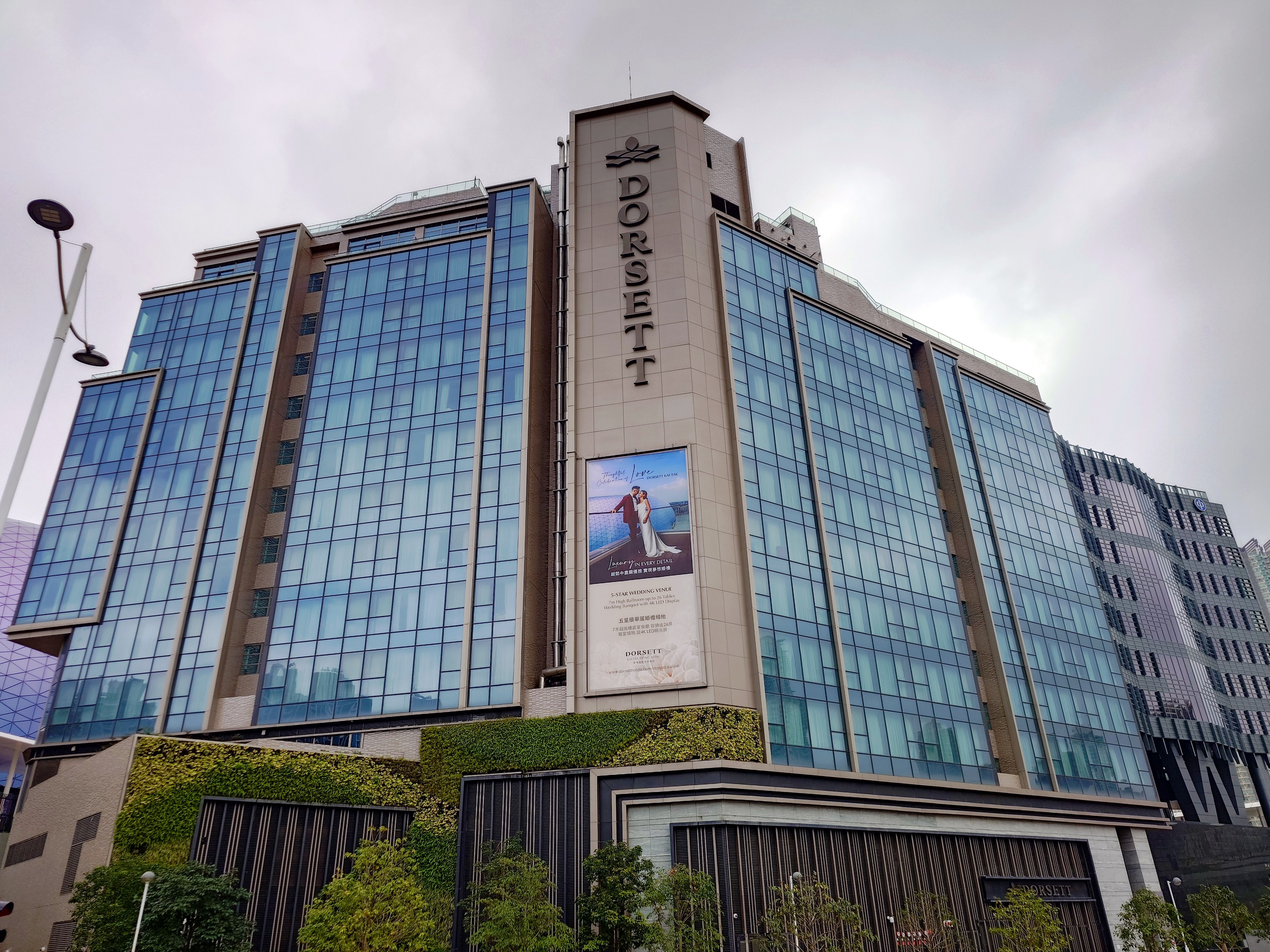
啟德帝盛酒店
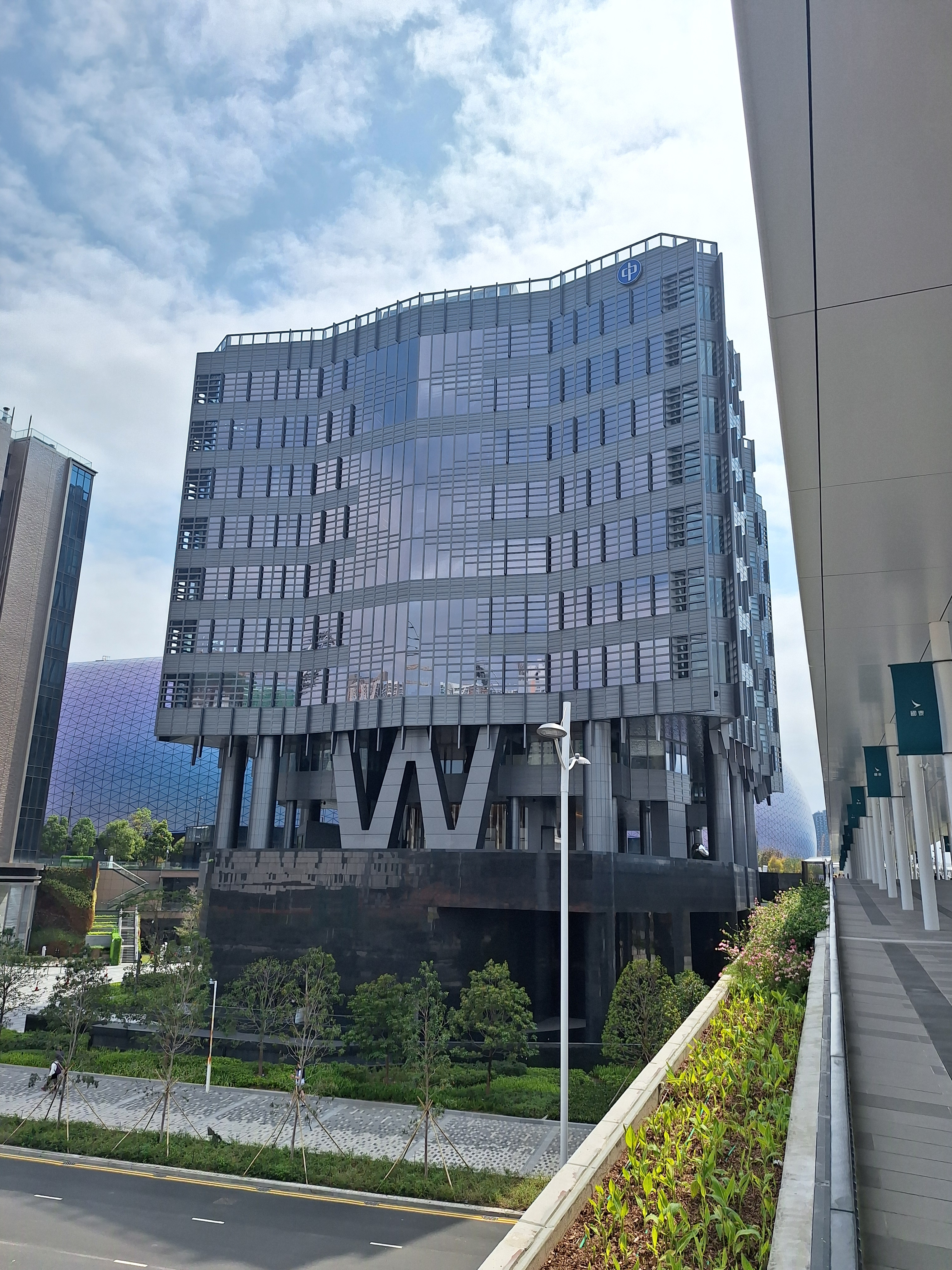
中電啟德大樓

## 歷史
九龍啟德機場搬遷後，香港政府於1999年6月制定九龍東南發展修訂計劃，經徵詢公眾意見，2001年8月24日刊憲的分區計劃大綱草圖中，啟德角地區將會預留大幅土地，以發展包括多用途體育館在内的大型體育設施。2007年，時任香港特首曾蔭權提出《十大建設計劃》，其中的啟德發展計劃建議在舊啟德機場停機坪興建「啟德體育城」（即啟德體育園區）。

### 前期工程
2009年，建築署聘請顧問進行技術可行性研究，於同年年底定出體育場館和附屬體育設施的初步布局。2010年，完成啟德體育園區活動總覽及經濟影響評估。2012年，完成初步技術可行性研究。
2013年1月18日，民政事務局邀請私人企業及其他持份者就發展啟德體育園區提交初步及不具約束力的意向書，向商營企業徵求初步意向，截止時共收到四十份意向書，分別來自建築師、建築承建商、體育及娛樂公司、項目管理公司、銀行以及顧問公司等。同時，香港政府委託羅兵咸永道制訂及評估有關啟德體育園區採購及融資安排的詳細方案，顧問研究發現，應以單一及整體方式建設啟德體育城設施，否則難以發揮其最大效益，又建議以公共及私人機構合作營運模式進行融資。
2014年1月10日，民政事務局常任秘書長楊立門向立法會民政事務委員會提交文件，表示預計於同年5月申請啟德體育園區前期工程撥款約5,000萬港元，於同年年中前展開前期工程，包括聘請顧問為到工程進行技術研究、聘請工料測量顧問、擬備建築工程總合約、聘請承建商進行土地勘測、諮詢事務以及招標等等；建築署則於2015年招標，於2016年年中完成招標後動工，合共斥資230億港元興建啟德體育園區。民政事務局認為康文署並無足夠人力資源和經驗以營運大型體育場館，建議邀請私人機構參與啟德體育園區落成後的長期營運，此舉確保項目符合目標，亦可以借助私人機構的專業知識及創新意念管理啟德體育園區；此外，民政事務局劃開設一個由一名丙級政務官和3名非首長級職位所組成的專責小組協助落實計劃及檢討私人遊樂場地的契約政策等事務。然而，由於涉及的規劃和招標程序比較原先所估計的複雜，因此最新估計最早延後至2015年7月至8月才就項目的前期工程招標，於2016年年初展開邀請意向書的程序，並且於同年下半年選出最佳的4至5個方案及要求入圍財團草擬詳細建議書。
2015年2月6日，立法會民政事務委員會討論啟德體育園區項目之進展，民政事務局副秘書長麥敬年表示，啟德體育園區因為一連串內部及外部的元素影響，項目將會比較原定預期延遲9個月完成，即2020年至2021年；當中包括花費不少時間討論啟德體育園區乃由哪個部門負責、管理及控制等，以及研究項目發展規模。
2016年5月20日至7月19日，民政事務局進行為期兩個月的啟德體育園公眾參與活動，超過90%受訪者「同意」或「非常同意」發展體育園。
2016年10月，啟德體育園完成初步設計，民政事務局向海濱事務委員會交代計劃，新設計規劃將體育園高度限制由55米提高至70米，在主場館加建開合式隔音天幕，可有效阻隔大型活動產生的噪音；在主場館旁邊興建一所設有300個房間的酒店，為運動員提供住宿；在公眾休憩空間設置食肆連露天茶座。城市規劃委員會在2017年3月17日批准有關規劃申請。
2017年6月23日，立法會財務委員會以36票贊成、21票反對、1票棄權，通過啟德體育園近319億工程撥款申請。

### 建設圖集

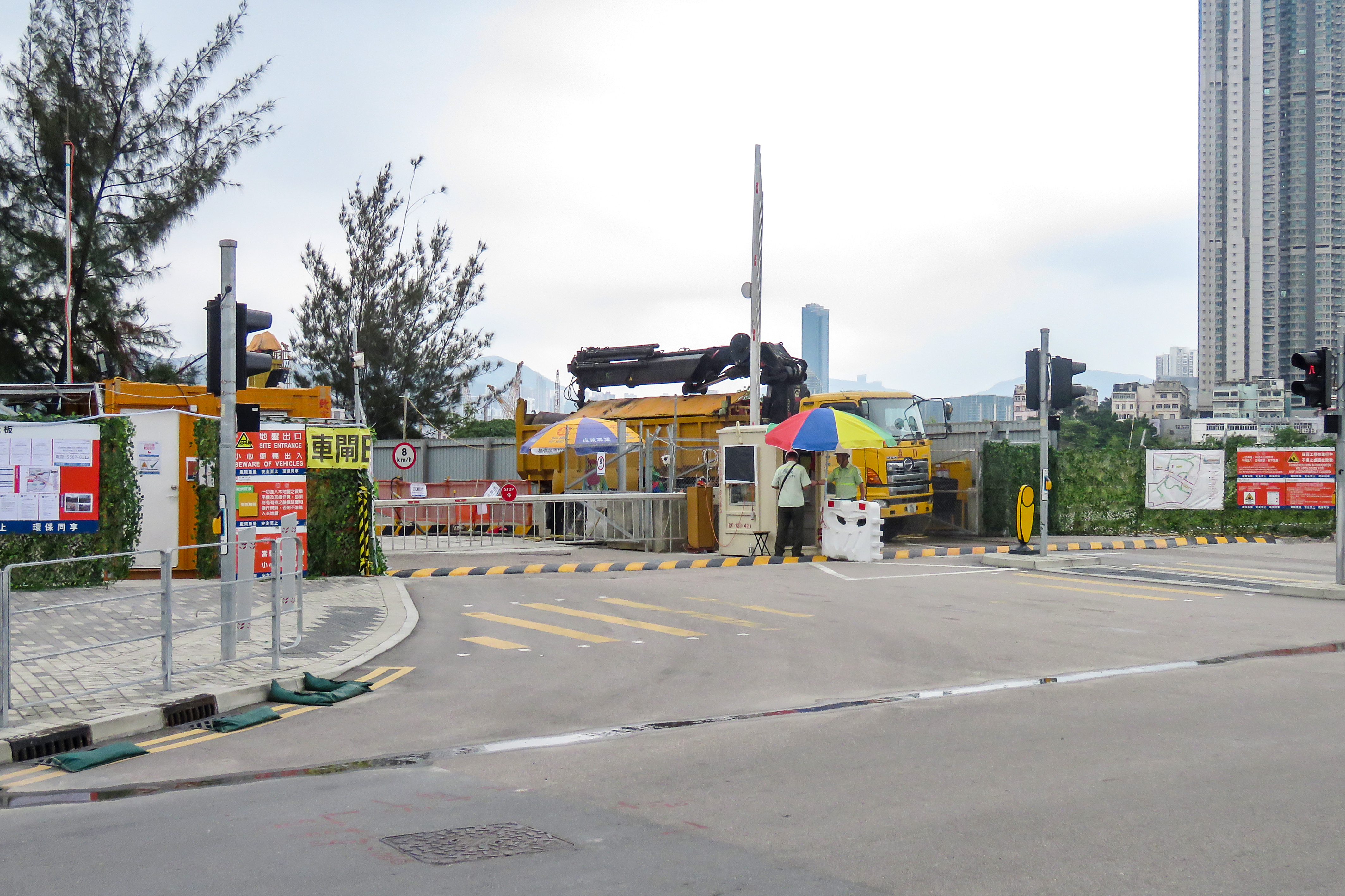
工地入口（2019年5月）
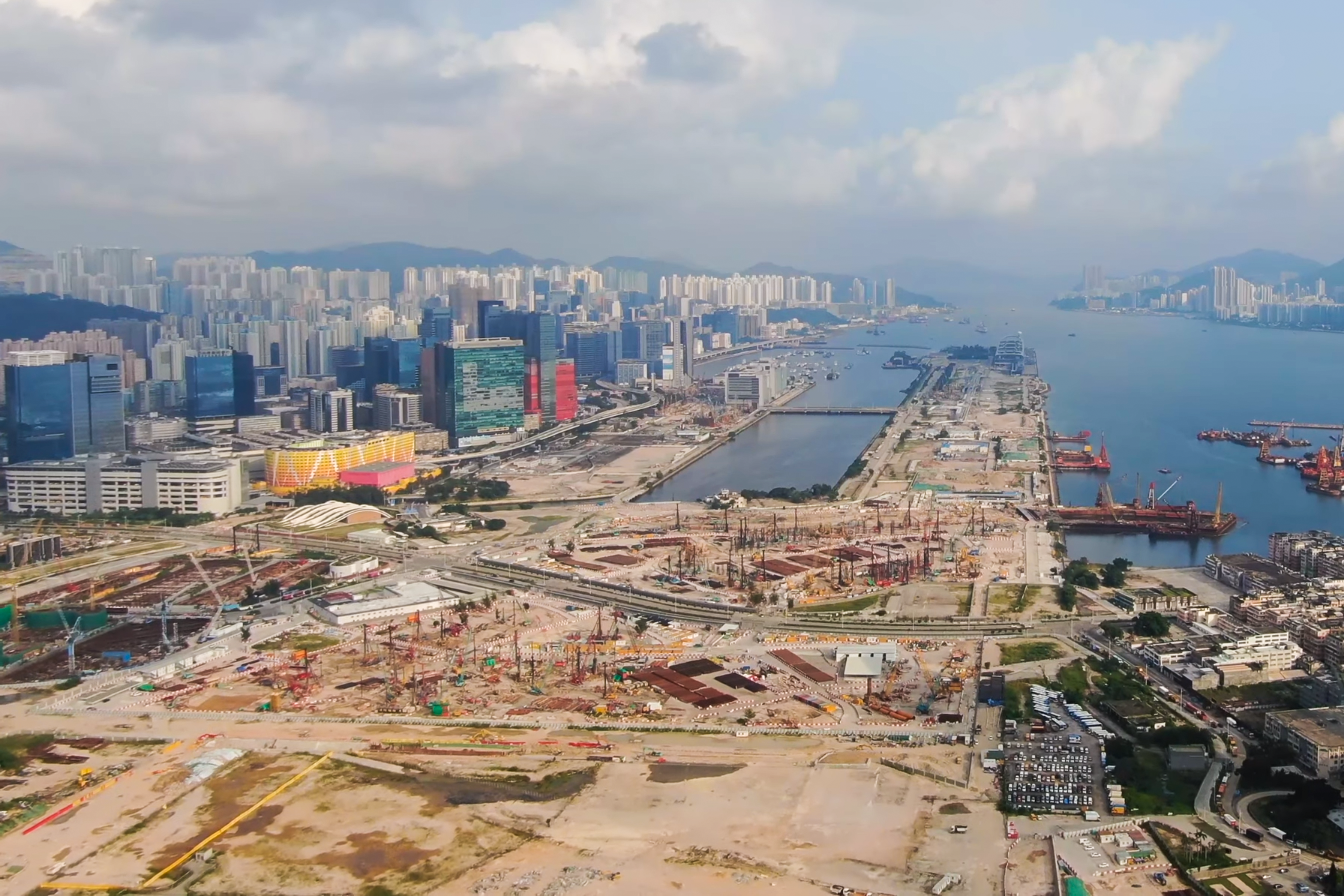
啟德體育園施工地盤（2020年3月）
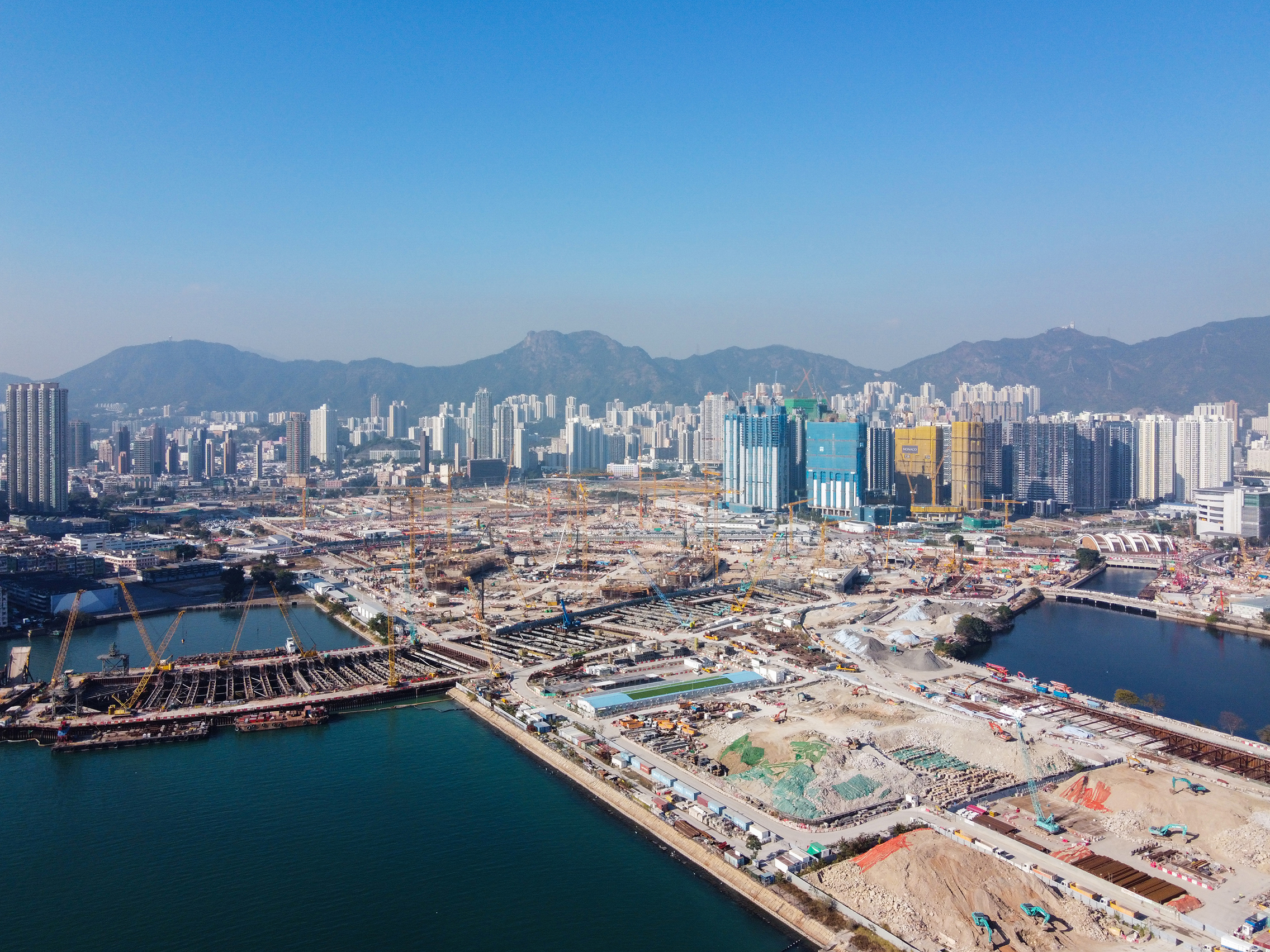
啟德體育園施工地盤，前方為興建中的中九龍幹線（2020年12月）
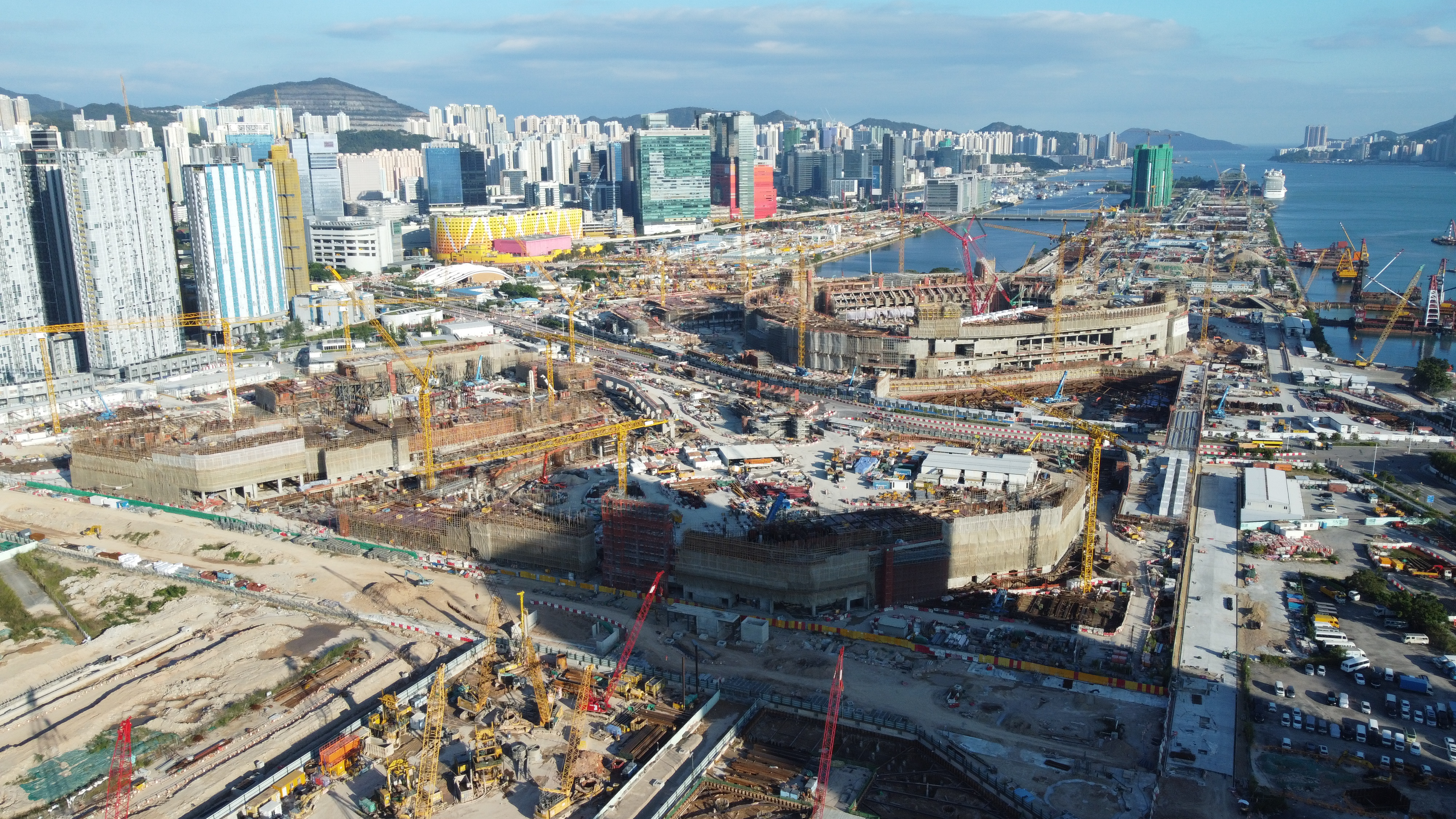
各場館開始成形（2021年10月）
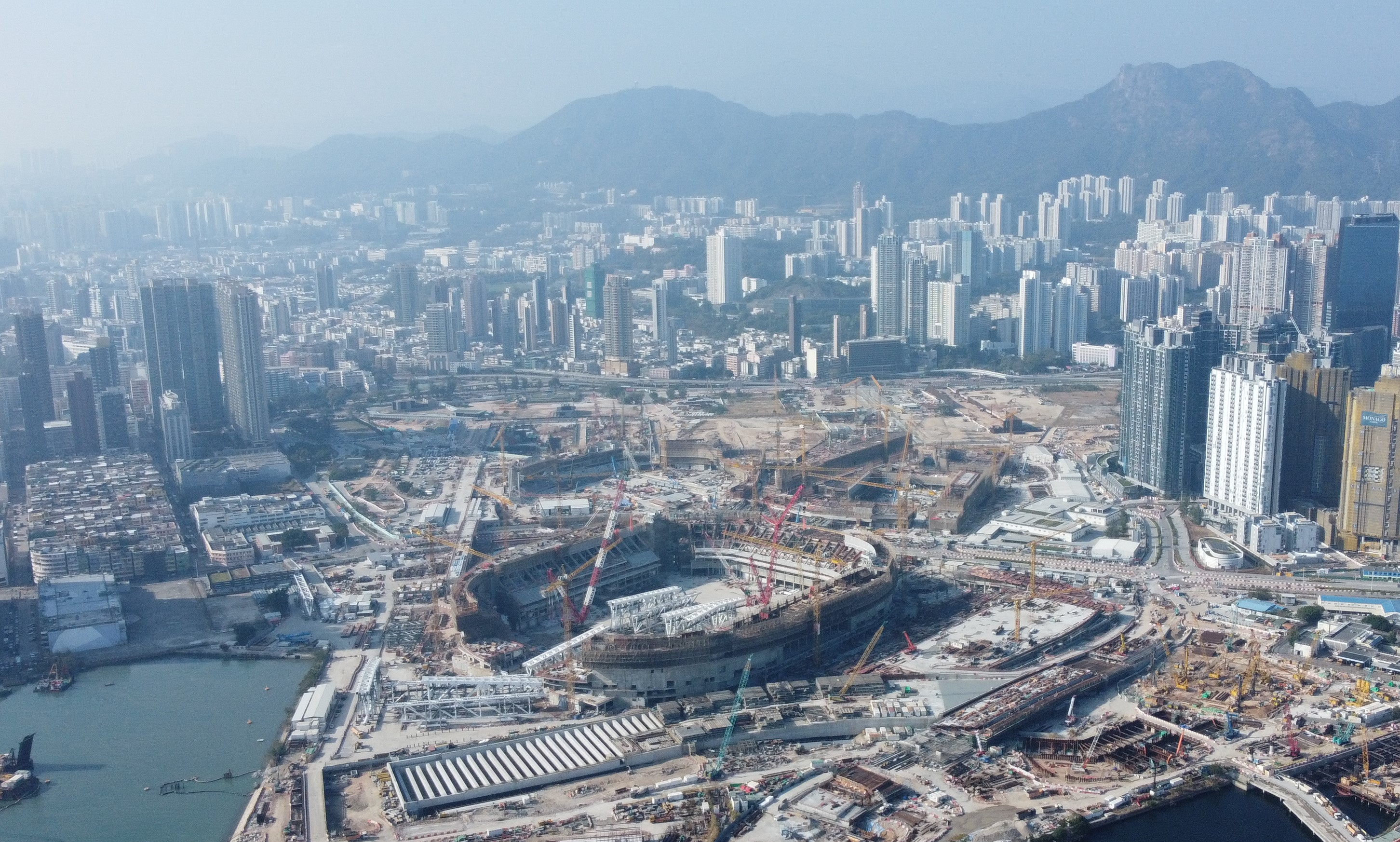
主場館開始吊裝頂部結構（2022年1月）
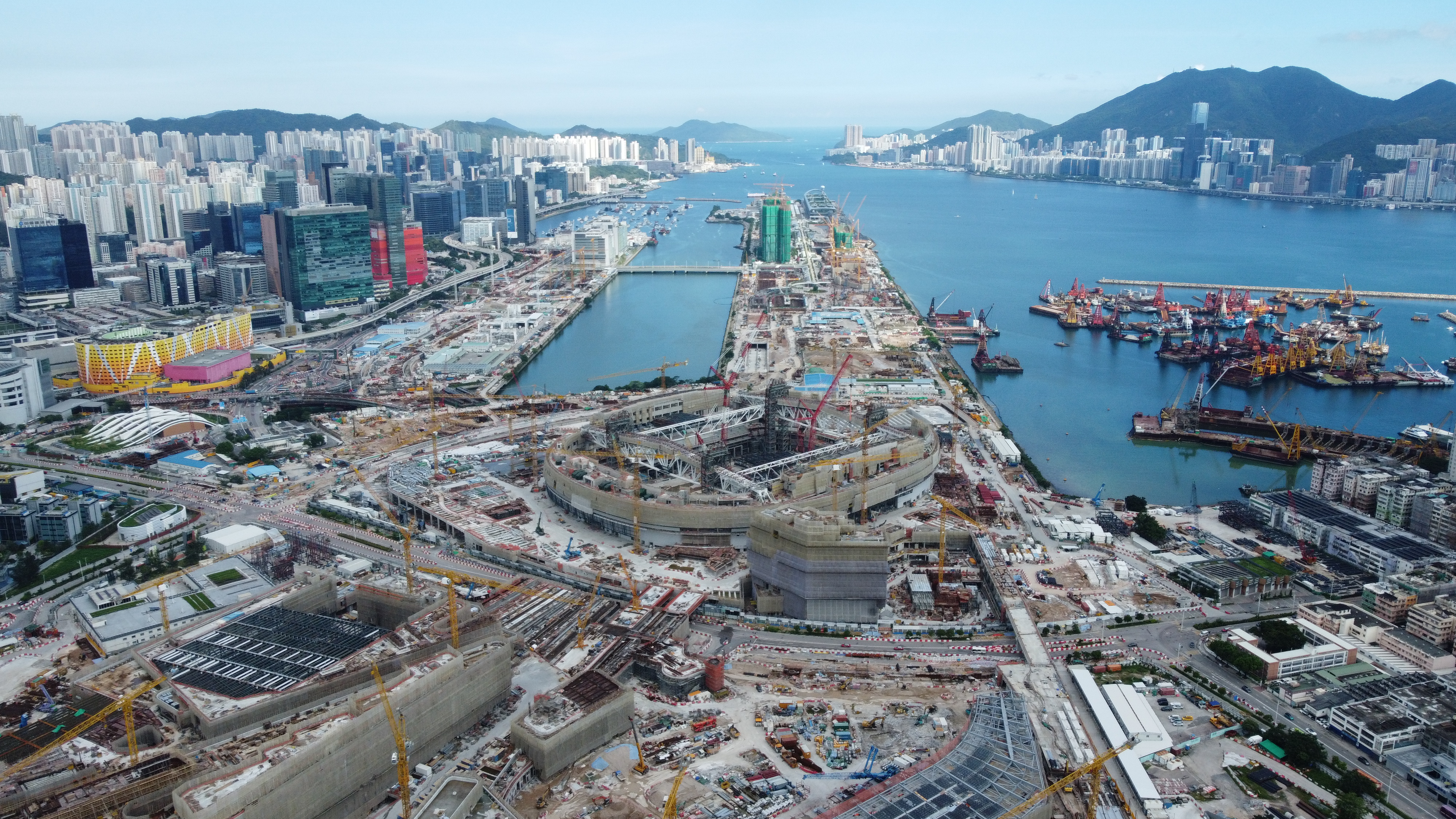
啟德體育園施工地盤（2022年8月）
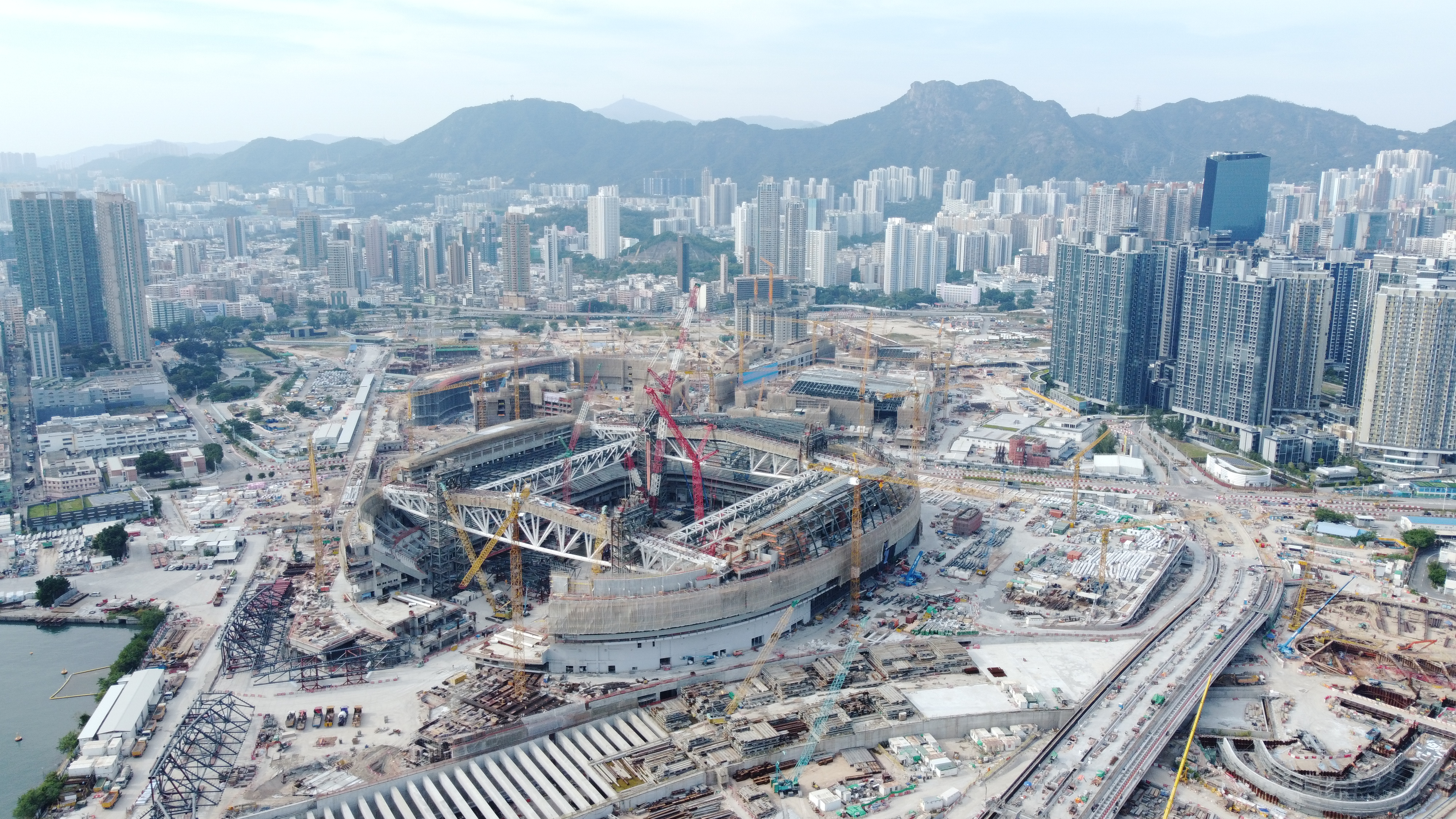
啟德體育園施工地盤（2022年10月）
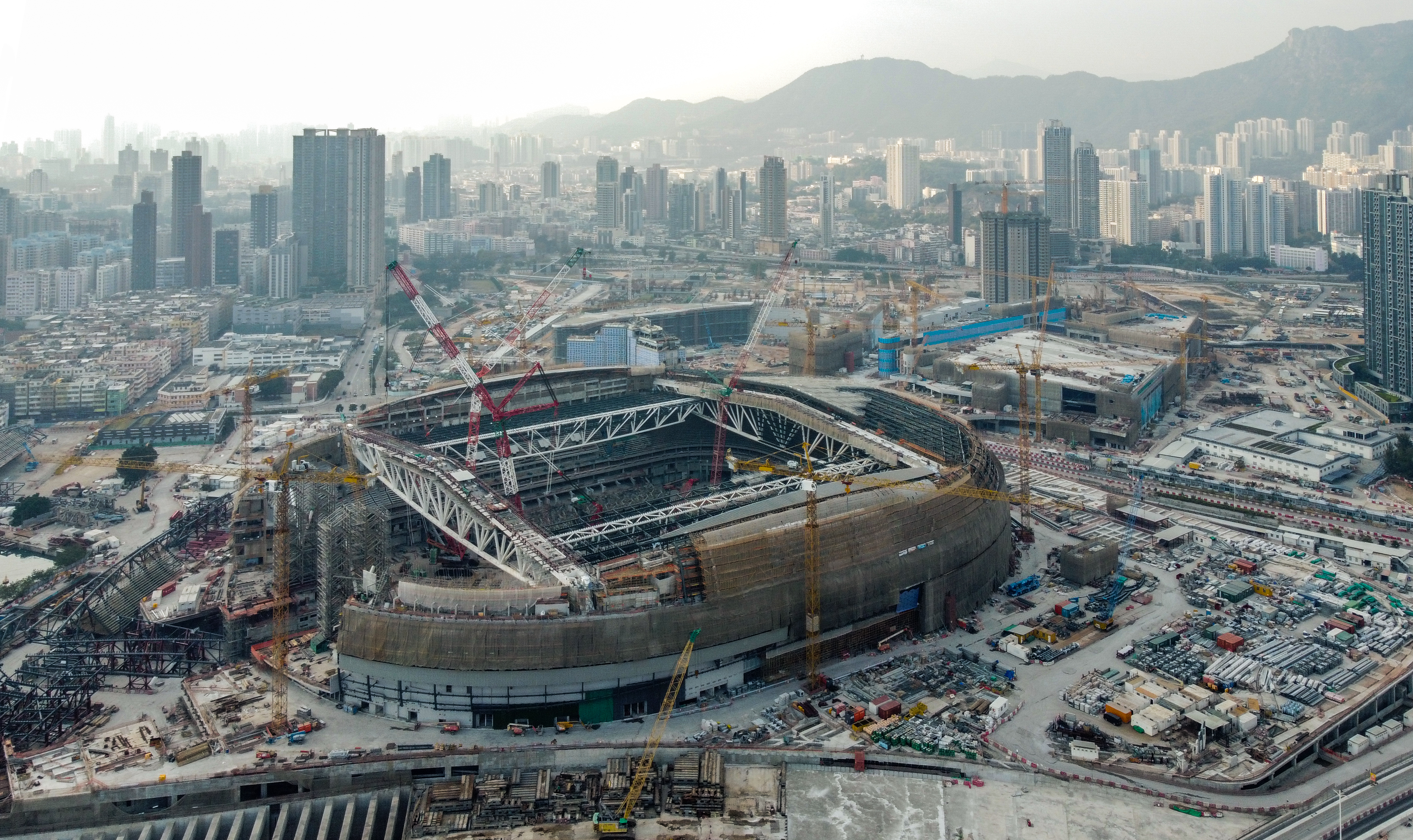
啟德體育園施工地盤（2023年2月）
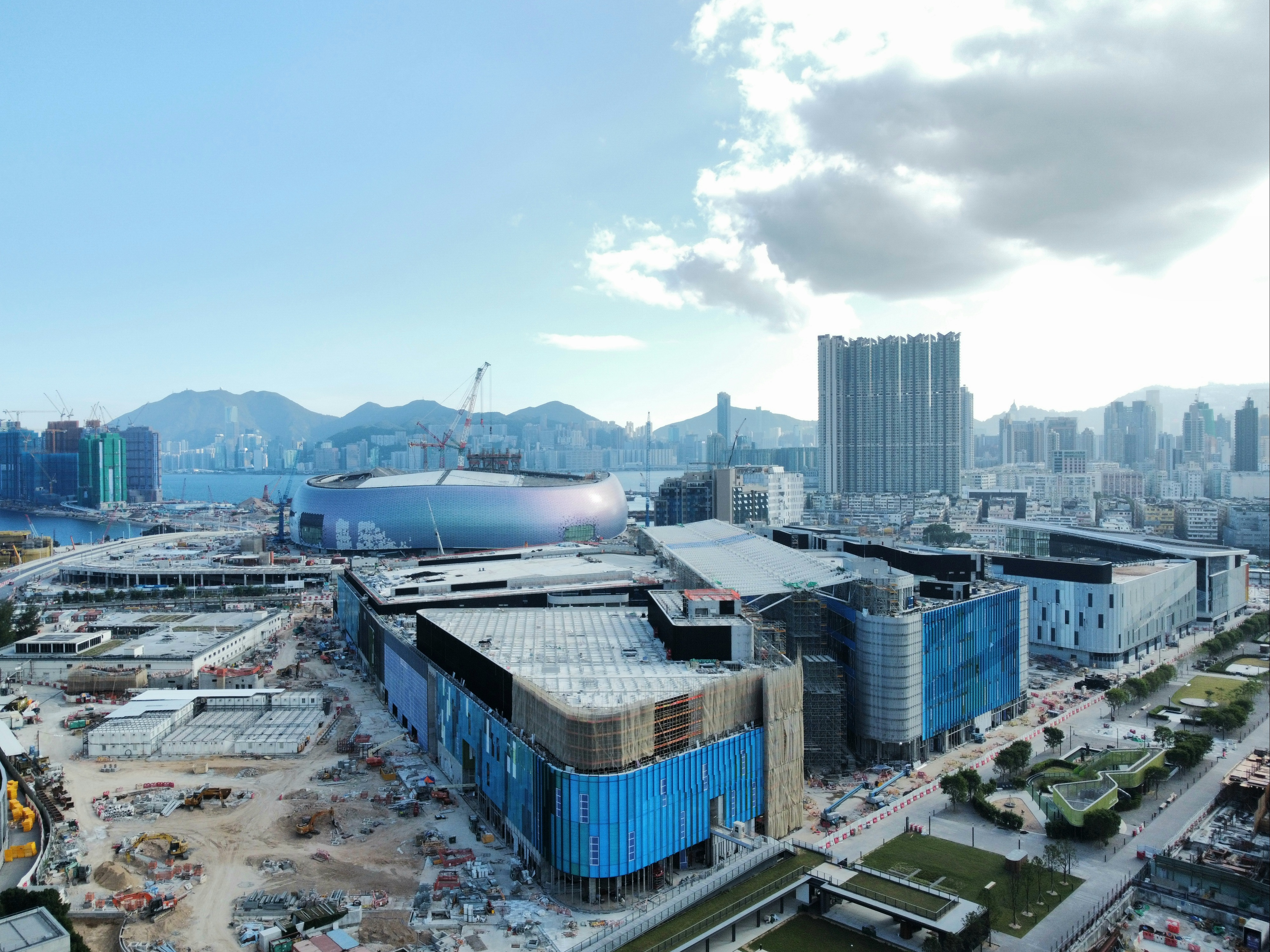
大致成形的啟德體育園（2023年11月）
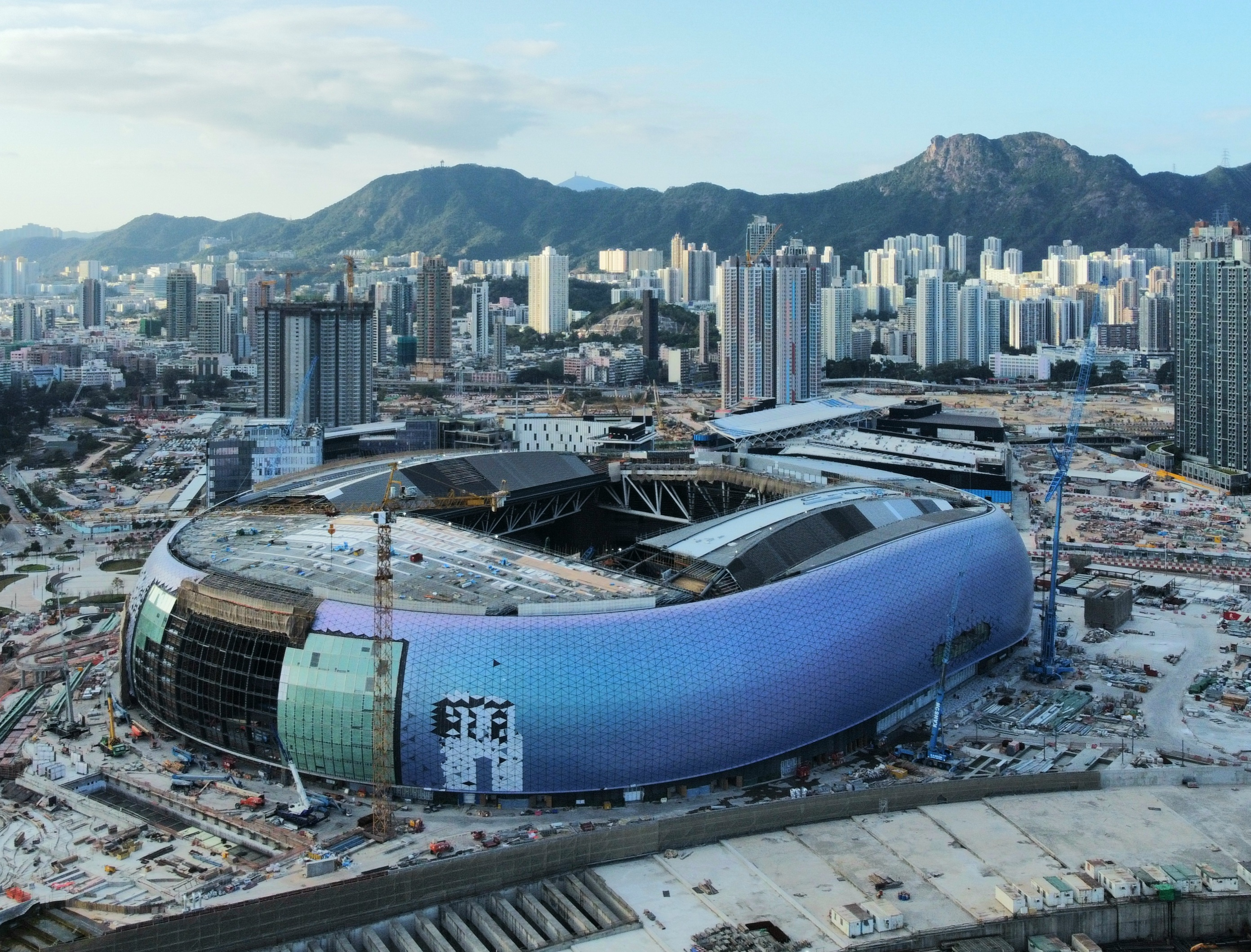
啟德體育園施工地盤（2024年1月）
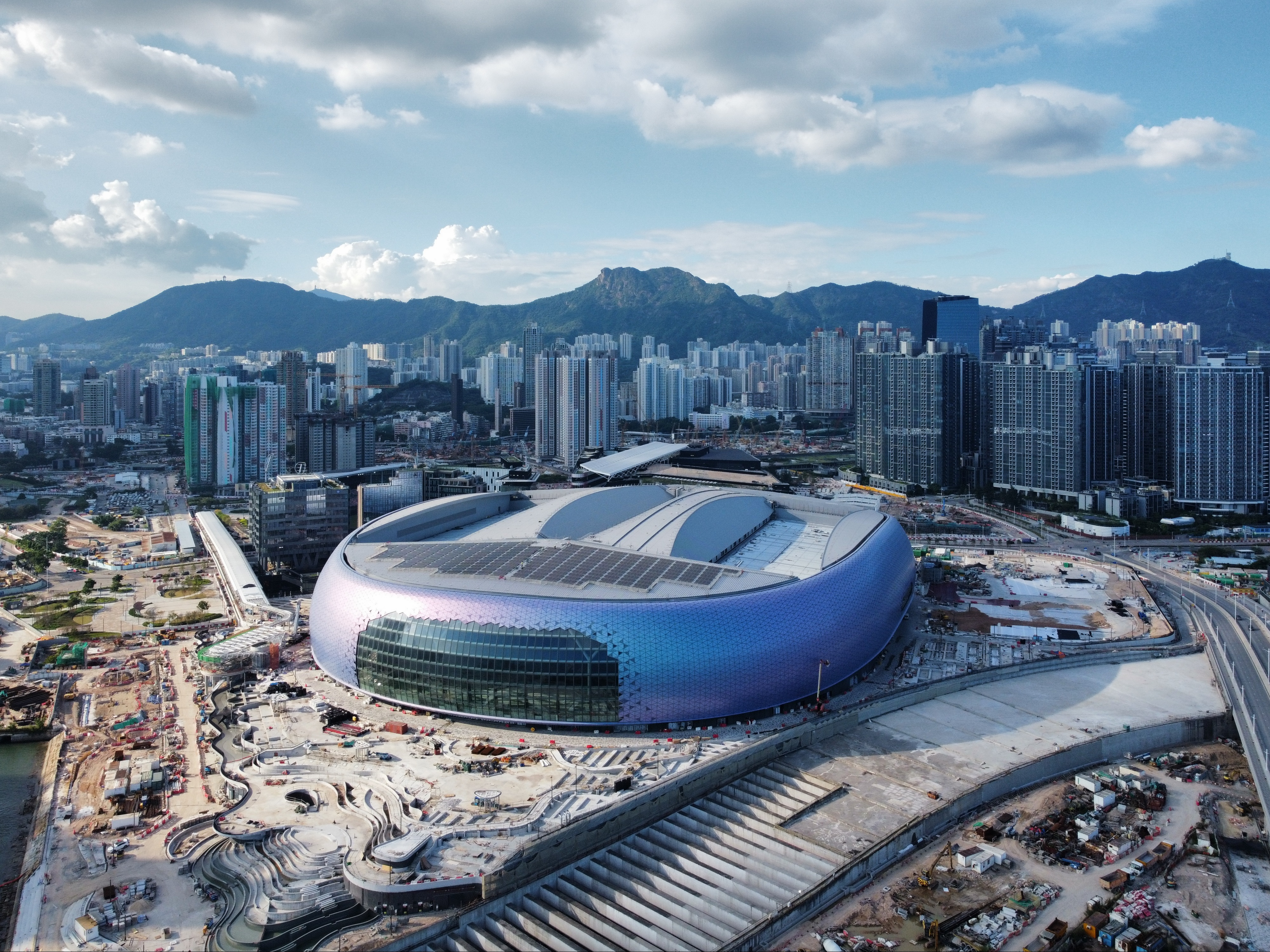
啟德體育園施工地盤（2024年10月）

### 測試演練

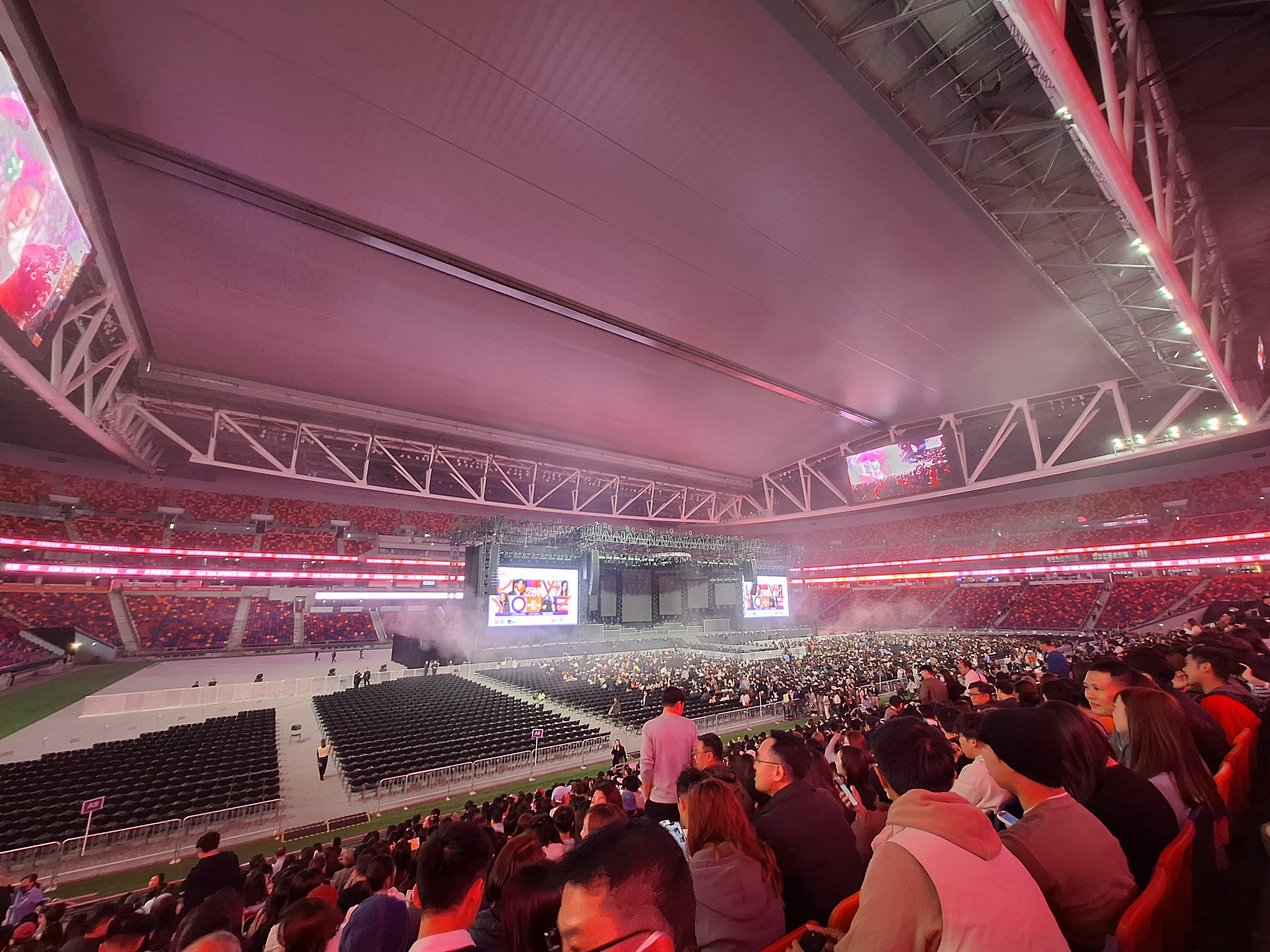
啟德主場館於2025年1月18日正在舉行測試活動《FOUR in LOVE 萬人CHARITY LIVE 2025》演唱會

啟德體育園各主要設施於2024年年底前大致完成，於2024年10月底至2025年2月進入測試及演練階段，參與人數會由最初的千人規模逐步提升至五萬人，預計正式開幕前會有合共15萬至20萬人參與。2024年10月27日，作為體育園首場測試活動，啟德青年運動場舉行香港乙組聯賽比賽（黄大仙對西貢），有1,500名持票觀眾入場。12月5日，啟德體藝館首次開放，舉行兩場籃球測試賽（分別為英華書院對聖若瑟書院、香港男籃U22隊對香港城市大學），約2,000名持票觀眾入場。12月8日，啟德體育園舉行大規模演練，試演内容包括交通載客服務、入場離場安排以及模擬火警疏散，1.1萬名公務員及約1000名啟德居民參與。12月20日，由香港及泰國歌手參與的《CHILL เก่ง Music Festival》音樂會在啟德體藝館舉行，為啟德體育園舉辦的首場大型演出活動，也是體育園首次演唱會測試。2025年1月18日，啟德主場館舉行慈善演唱會「FOUR in LOVE 萬人CHARITY LIVE 2025」，是啟德主場館首次舉行的演出活動。1月24日，啟德體育園三大場館首次同時舉行大型演練，以測試體育園承載能力及觀眾人數達到上限時的運作情況，共有超過六萬人參與。2月16日，啟德主場館、啟德體藝館及青年運動場同時舉行最後一次大型演練，參與人數超過五萬人。

### 正式開幕

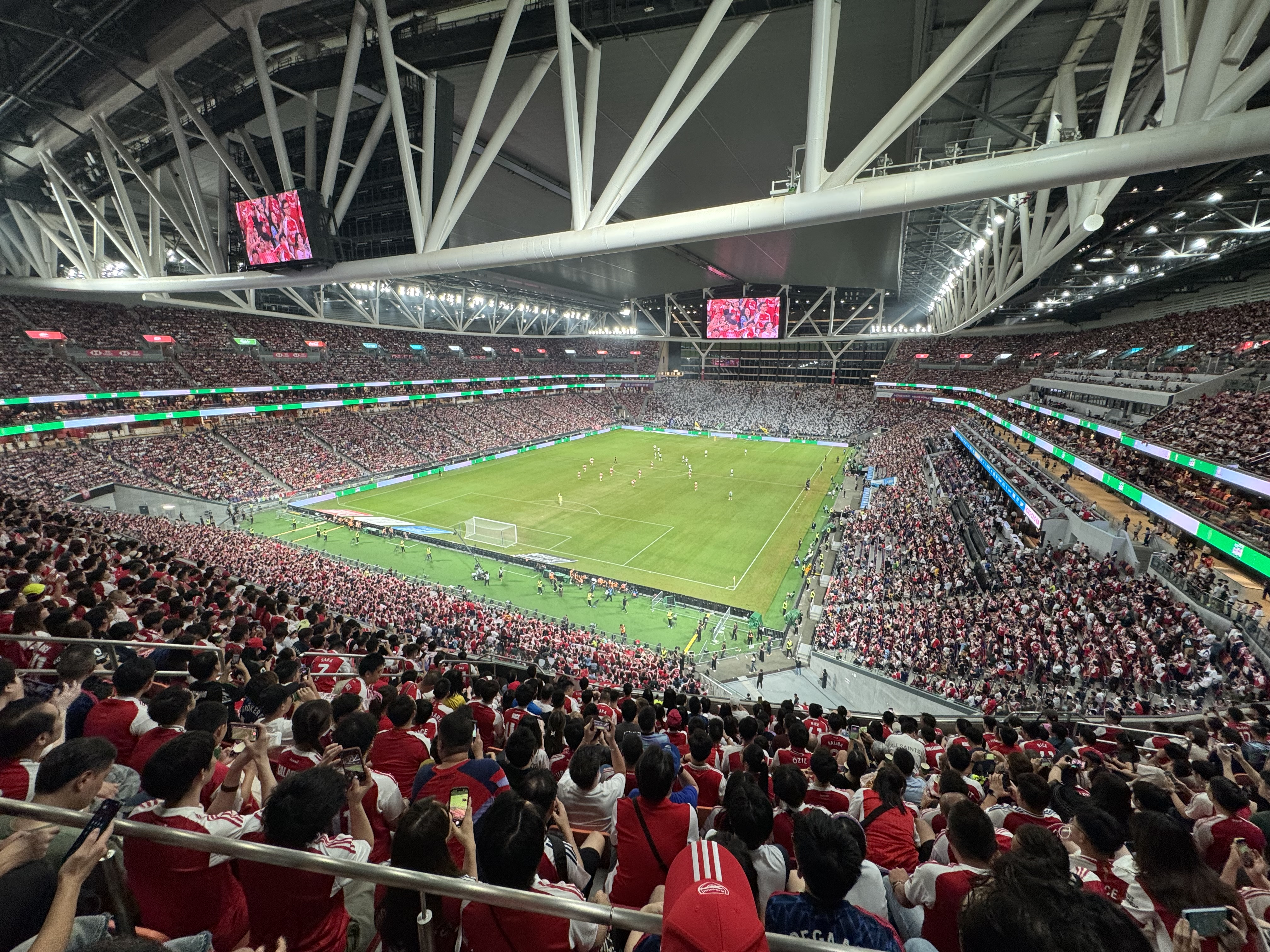
啟德主場館於2025年7月31日舉行英超球隊阿仙奴對熱刺季前熱身賽，共49,975人入場。

啟德體育園於2025年3月1日正式開幕。開幕典禮於傍晚六時三十分在啟德主場館舉行，由中央電視台參與製作，演出由「百川匯海」、「承先啟後」、「力爭上游」和「百花齊放」四個主題組成，全長1.5小時，參與演出者包括香港及中國內地表演團體、運動員及演藝界代表。門票共33,600張，其中約8,300張派予政界人士及低收入家庭，8,500張以十元象徵式票價向公眾發售，餘下門票則由啟德體育園公司分發。開幕典禮不設直播，香港四條免費電視頻道（港台電視32、HOY TV、無綫電視翡翠台、ViuTV）於當晚九時三十分錄影轉播。央視體育頻道（CCTV-5）於3月5日《運動一起贏》節目時段内播出開幕禮實況。

## 爭議

### 選址爭議
遷往欣澳建議爭議
香港政府內部和專業界別一直有意見認為，啟德發展區的規劃太浪費，尤其在香港市區地帶，並且有港鐵的沙中綫和兩座鐵路站，根本就難以再尋找到如此大片可以供予發展的新用地。梁振英認為對於香港社會急於覓地興建居屋及香港土地供應短缺下，啟德發展區的設計太奢侈；認為啟德發展區的320萬平方米土地只是用以容納9萬人口，只相當於3座公共屋邨的人口。梁振英上任後，就指示發展局重新檢討啟德發展區土地用途的規劃，發展局於同年9月完成報告，由其審核。根據《蘋果日報》報道，發展局在報告中剔走了佔地特別多、逾20萬平方米的體育場館區更改為住宅用地，令到住戶人口最少增加3萬。發展局參考了其他國家的大型體育場地，都不是在市中心建設。同時，每當比賽前或者結束後，數以萬計的人流都會令到區內的交通超出負荷。例如位於香港島掃桿埔的香港大球場，每次於舉行賽事時都需要警察封閉馬路，以方便於人群管制及疏導人流，令到區內的交通嚴重擠塞。相反，如果體育場館位於人口少的地方，則可以減少滋擾及對交通的影響。發展局提出在大嶼山欣澳填海興建體育園區比較適合，而且該位置設有港鐵和北大嶼山幹線疏導人流。對此，由時任政務司司長林鄭月娥主持的高層政策委員會討論細節後，再交予行政會議決定。
2012年9月27日，時任發展局局長陳茂波表示，香港缺乏住宅土地供應，故此可以重新思考啟德發展區的發展密度及規劃安排等。對於會否擱置興建啟德體育園區，他表示相信持份者有不同的意見，當局未有深入討論。他又表示，政府正在檢討勾地表內土地的發展密度，因應樓宇供應不足，若果規劃及發展密度太低，就難以應付需求。此外，規劃署會負責就啟德發展區的新建議進行公眾諮詢。
有關擬議惹來香港體育界別強烈不滿，甚至計劃動員全體香港運動員遊行及示威。於2012年10月27日，政務司司長林鄭月娥澄清香港政府無計劃改變興建啟德體育園區的決定，僅表示內部曾經有初步概念性研究。於11月5日，民政事務局表示，預期啟德體育園區的工程將會於2019至2020年度內完成，當局將會檢視計劃時間表及盡量加快推展計劃。根據民政事務局向香港立法會提交的文件表示，民政事務局已經完成初步技術的可行性研究，正在處於考慮採購及融資安排的階段。
民間「人文啟德」建議
2012年11月18日，本土研究社、公共專業聯盟及和聲關注組建議將啟德發展區大幅更改規劃成為「人文啟德」，建議發展局考慮將啟德體育園區的輔助運動場移動至主場館南面，將騰出來的8公頃土地興建逾11,000個公共房屋單位，此舉將會令到啟德發展區的公營房屋比率中增加至60%。三個團體於2013年1月27日召開聯合記者會，提出善用啟德土地的具體建議。在不影響環境質素的前提下，將輔助運動場遷移至主場南面，從而將啟德體育園區西北面的土地用作公共房屋、居屋及私營房屋發展，以增加供應，原有的發展主題和地區功能則保持不變，以至增加能夠與都會公園融為一體的室內空間，主要作為社區藝術用途。同年4月月初，上述單位正式向城市規劃委員會遞交申請，按照《人文啟德》方案修訂規劃大綱圖。2014年1月17日，城市規劃委員會都會規劃小組委員會審議相關申請，規劃署代表於會議上轉述就建議諮詢後，來自多個部門（包括民政事務局、建築署及環保署等等）及逾1,700份公眾的反對意見，指出此搬遷副場館將會阻擋從都會公園望向獅子山的景觀，住宅增加所帶來的人流亦會對基礎設施造成負擔，該建議亦未能夠證明為技術上可行，而且影響啟德作為旅遊樞紐的作用及啟德體育園區的落成時間，城市規劃委員會於閉門商討後否決申請。

### 工程爭議
賄賂醜聞
2022年4月，廉政公署以涉嫌行賄受賄100萬元為由，起訴了啟德體育園項目承辦商協興建築的前高級經理吳和能，利成泥水股東兼董事姚樹穩和麥鴻藻，以及從事紡織品貿易公司順發貿易的東主姚順全。據指，姚樹穩於2021年7月向吳和能提供100萬元賄款，希望吳和能在利成負責的業務上給予優待，同時兼作對吳曾提供優待的報酬。與此同時，姚樹穩又與姚樹穩和麥鴻藻在2015年7月至2021年11月間，利用利成向順發開出的採購訂單、由順發向利成開出的發票、順發的送貨單、以及由順發開出的正式收據來掩飾上述100萬元賄款及其他款項。涉案四人中，吳和能被控一項代理人接受利益罪（《防止賄賂條例》第9(1)(b)條），姚樹穩被控一項向代理人提供利益罪（《防止賄賂條例》第9(2)(b)條），其餘的麥鴻藻和姚順全則同被控一項串謀偽造帳目罪（《盜竊罪條例》第19(1)(a)條及《刑事罪行條例》第159A條）。四人於2022年4月27日在東區裁判法院應訊。
耗資千萬電線槽被揭偷工減料
2023年11月，《香港01》發佈偵查報道，指啟德體育園電線槽供應商「順昌」、「力雄」及「金泰」提供的鍍鋅電線槽存在鍍鋅層厚度嚴重不足的問題。根據啟德體育園工程文件，鍍鋅電線槽需要達到「第三級別」的G275標準，即電線槽里外兩面的每平方米面積必須有275克鋅覆蓋，用香港政府認可的換算方程式計算，鍍鋅層厚度須為20微米，誤差範圍在正負7微米之間。然而該媒體記者利用創科署認可計劃認證化驗所校準過的測厚儀（Elcometer）現場量度，發現三家公司的電線槽均不達標，即便把13至27微米的誤差範圍計算在內。調查發現，「順昌」電線槽的鍍鋅層厚度只有0至5.2微米，「力雄」只有2至7微米，「金泰」大部分在誤差範圍之內，但有15次的數值在9.8至12.9微米之間，低於最低誤差值。
負責監督啟德體育園區的文化體育及旅遊局在回應記者查詢時表示，三家供應商提供的產品均經香港認可實驗室檢測證明符合G275標準，後續局方將與啟德體育園有限公司隨機抽取三家公司鍍鋅電線槽，交由香港認可實驗室檢測，若發現有不符合標準，供應商須立即按合約既定程序跟進及妥善處理，同時強調不會影響體育園目標完工日期。

### 啟用後爭議

#### 開幕典禮事件
黃牛黨與「走後門」

啟德體育園於2025年3月1日之開幕典禮，開幕禮入場門票於開售半個小時即告售罄。雖然門票採取實名制購買，但隨即有人在網上以高價炒賣門票。警方經調查後，2月24日拘捕1男2女，涉嫌6張售賣開幕禮假門票，當中最年輕的被捕人為16歲學生。各人聲稱出售的門票，最貴售價更高達2,000元，是開幕禮原價的200倍。其後，Carousell二手買賣網站收到香港警方通知，并刪除大量收買黄牛門票，同時使用電郵加以通知：
尊敬的用戶：
由於收到香港警務處的通知，我們已刪除您的清單。
根據他們的建議，您的清單已被刪除，因為它被發現違反了規定：-
根據票務條款和條件，不允許倒賣票務。啟德體育園有限公司及活動主辦單位保留權利取消任何已使用、轉售、共享或用於任何商業目的或關聯的門票。所有門票必須從官方票務代理商購買。
如需進一步了解詳情，可致電 3661 0075 或電郵至ip-sip-rtfcu-1-ke@police.gov.hk
Carousell市場品質團隊
文化體育及旅遊局體育專員蔡健斌提醒市民，早前在城市電腦售票網出售的是「具名電子換領劵」，必須具名換領實體票方可入場，換領時要核實身份，如身份與電子換領券上的名字不同，則無法換領實體門券。警方指電子換領券兌換實體票後，如轉贈家人沒有問題，但並非高價出售予他人。至於實體票上沒有具名，入場時無法核對身份，蔡健斌稱考慮到開幕禮的門票是可以轉贈親友，故不用核對實體票及入場人士身份。但開幕典禮當天亦防不勝防，一名內地男子竟然以每位最少千元的報酬，帶購票向隅者「走後門」入場觀賞表演。香港文匯報記者在主場館外獲帶入場，其間完全無須安檢，亦無須驗票，記者甚至能將長柄雨傘、專業相機等違禁品帶入，令體育園的安檢漏洞暴露無遺。該男子甚至聲稱就算有工作人員發現記者佔用別人的座位，他也能與工作人員交涉解決。

#### 國際桌球賽事件
趕客
在開幕之後於體藝館舉辦的「世界格蘭披治桌球大獎賽2025」中，3月4日首場賽事因比賽超時，賽會按照場地規則，於晩上11時15分左右，要求球迷在當前一局結束後離開，引發爭議，其後主辦方提出補償安排。消費者委員會共接獲10宗相關投訴，其中7宗涉及消費者對心儀球員退賽的不滿，認為未能觀賞該球員參與的賽事是貨不對辦；另有3宗則涉及3月4日晚部分觀眾不滿在比賽結束前被要求提早離場，10宗個案涉及金額共16885元。消委會正積極與主辦單位聯絡處理個案。受影響觀眾可換取3月5日或6日的同等價值門票，但方案未有交代若消費者無法於補償場次到場觀賽時的處理方式，例如是否提供合理的退票安排。
公器私用
而3月9日決賽當天，更加出現了場內貴價門票觀眾席上預設擺放了連蓋的樽裝水；亦有貴賓將自備杯帶入場內，但未有職員阻止，有違場館列明不能攜帶任何容器進場的規定。綠色和平質疑禁止自攜容器的規定「雙重標準」，造成不公，又呼籲園方盡快落實重用杯服務。

#### Coldplay演唱會事件
視線受阻
在Coldplay《星際漫遊世界巡迴演唱會》期間，不少樂迷反映座位視線受阻，影響體驗，在網上引起熱議。消委會就表示接獲22宗涉及Coldplay演唱會座位視線受阻的投訴個案，會按既定程序處理，並知會投訴人處理進度及結果。
消委會指，座位視野會直接影響演唱會的觀賞體驗，亦會影響消費者選擇的區域或票價，屬於重要資訊，因此認為演唱會主辦單位或售票平台有必要確保資訊透明，亦應於消費者決定購買前，在購票平台上清楚展示資料，讓消費者能作出知情選擇。
「友邦保險專用廁所」
有港男於Threads發文貼出1張男廁尿兜照片，問「啟德你在做什麼？」，他加上的定位顯示該男廁位於體育園。照片可見門邊的1個尿兜上方貼了「AIA貴賓專用」告示，並附有英文提醒外籍人士。帖文隨即引來1名港女回覆說，在體育園女廁2個廁格門上發現相同告示，「要買咗幾多錢保費先可以去呢個洗手間」，又好奇是否有專人「喺廁所門口check保費單」，合資格才允許使用該廁格。
有網民留言笑說，「證明我買嘅保險俾佢課咗落去買尿兜位」、「畀咗幾多管理費先可以有vvvvvvip尿兜」、「貴賓：喂，師兄，你用咗我個尿兜喎」、「先生，拉返褲鏈先，麻煩出示AIA貴賓證明」，亦有人表示，「原來到今時今日男廁依然無隔板」、「只係廣告位一個，而且廣告成功」。有網民指出，「幾廿年以來已經有嘅做法，咁多人大驚小怪」、「幾十年前，啲商場廁所洗手盤，都會寫咩咩酒樓專用」，有人解釋原因，「應該係餐館酒牌要求有廁所，個牌擺喺嗰度為咗滿足牌照條件」。
放寬帶水樽入場 卻不淮帶樽蓋入場
Coldplay演唱會之主辦單位表示可以攜帶容量不超過600毫升的空塑膠或硅膠可重用便攜式水樽或杯入場，即棄空膠樽、玻璃瓶、保溫瓶等就仍然禁止，有別於以往場館一刀切禁止攜帶任何容器進入，但啟德體育園提醒容器不得附有瓶蓋或杯蓋。有網民在社交網留言插這個做法不合邏輯，有人留言：「攞保鮮紙包住個樽？」、「幫前面嗰個洗頭？」、「下次只可以帶樽蓋不可以帶膠樽！」

## 舉辦活動

### 體育賽事
| 啟德體育園歷年舉辦的體育賽事列表 | 啟德體育園歷年舉辦的體育賽事列表 | 啟德體育園歷年舉辦的體育賽事列表                             | 啟德體育園歷年舉辦的體育賽事列表    | 啟德體育園歷年舉辦的體育賽事列表                                                         |
| 年份                             | 日期                             | 賽事名稱                                                     | 場地                                | 備註                                                                                     |
| -------------------------------- | -------------------------------- | ------------------------------------------------------------ | ----------------------------------- | ---------------------------------------------------------------------------------------- |
| 2024                             | 10月27日                         | 香港男子乙組足球聯賽 — 西貢對黃大仙                          | 青年運動場                          | 首次舉行賽事及壓力測試賽                                                                 |
| 2024                             | 11月16日                         | 男子15人欖球國際邀請賽 — 香港對巴西                          | 青年運動場                          | 首場國際欖球賽事                                                                         |
| 2024                             | 12月14日                         | 2025年東亞足球錦標賽外圍賽A組 — 澳門對關島                   | 青年運動場                          | 首場國際足球賽事                                                                         |
| 2025                             | 1月5至13日                       | 2025 IBF保齡球世界盃                                         | 零售館1 （保齡球館）                | 啟用後首個賽事                                                                           |
| 2025                             | 1月17至24日                      | 2025 IBF世界殘疾人保齡球錦標賽                               | 零售館1 （保齡球館）                |                                                                                          |
| 2025                             | 2月4日                           | 港超聯U22聯賽 — 傑志對北區                                   | 主場館                              | 首場足球測試賽 首次打開天幕 有紀錄歷來最多人入埸的足球比賽，但由於測試賽不設公眾人士入場 |
| 2025                             | 3月4至9日                        | 世界格蘭披治桌球大獎賽2025                                   | 體藝館                              | 啟用後首個賽事                                                                           |
| 2025                             | 3月4至8日                        | 2024-2025年度 三哥全港學界精英足球比賽 — 四強、季軍戰及決賽  | 青年運動場                          | 啟用後首個賽事                                                                           |
| 2025                             | 3月13至14日                      | 2024-2025年度 Bioré全港學界精英手球比賽 — 四強、季軍戰及決賽 | 體藝館                              |                                                                                          |
| 2025                             | 3月15至16日                      | 2024-2025年度 NIKE全港學界精英籃球比賽 — 四強、季軍戰及決賽  | 體藝館                              |                                                                                          |
| 2025                             | 3月28至30日                      | 香港國際七人欖球賽2025                                       | 主場館                              | 啟用後首個賽事 舉行地點由香港大球場轉移至此地 3月30日中場休息期間特意安排國泰客機低飛    |
| 2025                             | 6月6至8日                        | 國際青年足球慈善盃                                           | 青年運動場                          |                                                                                          |
| 2025                             | 6月10日                          | 2027年亞足聯亞洲盃外圍賽 – 第三圈 – 香港 VS 印度             | 主場館                              | 港隊歷年來主場最多入場人數的比賽                                                         |
| 2025                             | 6月18至22日                      | 中國人壽（海外）世界女排聯賽香港2025                         | 體藝館                              |                                                                                          |
| 2025                             | 6月22日                          | 亞洲男子阿聯酋航空欖球錦標賽 – 香港 VS 斯里蘭卡              | 青年運動場                          |                                                                                          |
| 2025                             | 7月26日                          | 香港足球盛會2025 – 利物浦 VS AC米蘭                          | 主場館                              | 啟用後首兩支訪港的英超及意甲球隊                                                         |
| 2025                             | 7月31日                          | 香港足球盛會2025 – 阿仙奴 VS 熱刺                            | 主場館                              | 首次在英國以外進行的北倫敦德比                                                           |
| 2025                             | 8月21至24日                      | PPA 亞洲職業匹克球巡迴賽香港公開賽2025                       | 體藝館                              |                                                                                          |
| 2025                             | 10月14日                         | 2027年亞足聯亞洲盃外圍賽 – 第三圈 – 香港 VS 孟加拉           | 主場館                              |                                                                                          |
| 2025                             | 10月14至15日                     | Ultimate Tennis Showdown Hong Kong                           | 體藝館                              |                                                                                          |
| 2025                             | 11月9至21日                      | 中華人民共和國第十五屆運動會                                 | 主場館、體藝館、零售館1（保齡球館） | 承辦項目：手球、七人欖球、擊劍、保齡球                                                   |
| 2025                             | 11月18日                         | 2027年亞足聯亞洲盃外圍賽 – 第三圈 – 香港 VS 新加坡           | 主場館                              |                                                                                          |
| 2025                             | 12月8至15日                      | 中華人民共和國第十二屆殘疾人運動會                           | 待定                                | 承辦項目：硬地滾球                                                                       |

### 演唱會
| 啟德主場館歷年舉辦的演唱會列表 | 啟德主場館歷年舉辦的演唱會列表 | 啟德主場館歷年舉辦的演唱會列表    | 啟德主場館歷年舉辦的演唱會列表      | 啟德主場館歷年舉辦的演唱會列表 | 啟德主場館歷年舉辦的演唱會列表 |
| 年份                           | 日期                           | 歌手                              | 演出名稱                            | 場數                           | 備註 |
| ------------------------------ | ------------------------------ | --------------------------------- | ----------------------------------- | ------------------------------ | --- |
| 2025                           | 1月18日                        | 馮允謙、陳凱詠、雲浩影、Dear Jane | FOUR in LOVE 萬人CHARITY LIVE 2025  | 1                              | 馮允謙成為首位在主場館演出的男歌手 雲浩影成為首位在主場館演出的女歌手 Dear Jane成為首隊在主場館演出的樂團 啟德主場館首次測試 主場館關閉天幕 舉行約90分鐘表演 |
| 2025                           | 1月24日                        | 紀律部隊聯合演出                  | 守護香港 音樂傳承大匯演             | 1                              | 於主場館、體藝館和青年運動場三個場館同時進行測試 |
| 2025                           | 4月8、9、11、12日              | 酷玩樂團                          | 星際漫遊世界巡迴演唱會              | 4                              | 首隊在主場館演出的西洋樂團 首場在主場館舉行的公開售票演唱會                                                                                                  |
| 2025                           | 4月24至27日                    | 謝霆鋒                            | Evolution Nic Live 謝霆鋒進化演唱會 | 4                              | 首位在主場館舉行演唱會的香港以至亞洲男歌手 |
| 2025                           | 5月9至11日、13日               | 五月天                            | 回到那一天巡迴演唱會                | 4                              | 首隊在主場館舉行演唱會的台灣以至亞洲樂團 |
| 2025                           | 5月24至25日                    | 林俊傑                            | JJ20 FINAL LAP世界巡迴演唱會        | 2                              | 首位在主場館演出的新加坡男歌手 |
| 2025                           | 6月27至29日                    | 周杰倫                            | 嘉年華世界巡迴演唱會                | 3                              | 首位在主場館演出的台灣男歌手 |
| 2025                           | 8月15至17日、19-20日           | 鄧紫棋                            | I AM GLORIA 世界巡回演唱會          | 5                              | 首位在主場館舉行演唱會的女歌手 首位於主場館五連開的歌手 |
| 2025                           | 8月30日                        | NCT DREAM                         | THE DREAM SHOW 4                    | 1                              | 首隊在主場館演出的韓國男子團體 |
| 2025                           | 9月27至28日                    | SEVENTEEN                         | SEVENTEEN WORLD TOUR [NEW_]         | 2                              | |
| 2025                           | 12月6日                        | TWICE                             | THIS IS FOR WORLD TOUR              | 1                              | 首隊在主場館演出的韓國女子團體 |
| 2026                           | 1月                            | 周深                              | 周深2025深深的巡迴演唱會            | 2                              | 首位在主場館舉行演唱會的內地男歌手 |
| 2026                           | 1月24至25日                    | BLACKPINK                         | DEADLINE世界巡迴演唱會              | 2                              | |

| 啟德體藝館歷年舉辦的演唱會列表 | 啟德體藝館歷年舉辦的演唱會列表 | 啟德體藝館歷年舉辦的演唱會列表 | 啟德體藝館歷年舉辦的演唱會列表          | 啟德體藝館歷年舉辦的演唱會列表 | 啟德體藝館歷年舉辦的演唱會列表                   |
| 年份                           | 日期                           | 歌手 | 演出名稱                                | 場數                           | 備註                                             |
| ------------------------------ | ------------------------------ | --- | --------------------------------------- | ------------------------------ | ------------------------------------------------ |
| 2024                           | 12月20日                       | 群星 AGA、COLLAR、ERROR、MIRROR、P1X3L、ROVER、陳健安、小塵埃、ATLAS、BOWKYLION、D Gerrard、Jeff Satur、SCRUBB、SERIOUS BACON、4EVE | CHILL เก่ง Music Festival                | 1                              | 啟德體藝館首次測試                               |
| 2025                           | 1月24日                        | 紀律部隊聯合演出 | 守護香港 音樂傳承大匯演                 | 1                              | 於主場館、體藝館、青年運動場三個場館同時進行測試 |
| 2025                           | 4月26日                        | 群星 金在中、金俊秀、SAY MY NAME、妮可、鄭善娥                                                                                      | JUST US LIVE IN HONG KONG 2025          | 1                              |                                                  |
| 2025                           | 7月4至6日                      | Tyson Yoshi | The Villian Live in Hong Kong           | 3                              |                                                  |
| 2025                           | 7月19日                        | 群星 黃博、劉洋、占士丁丁、張與辰、陳芷盈、李金凱、趙浚承、王鄭浚仁                                                                 | 中年好聲音3 有你有我演唱會              | 1                              |                                                  |
| 2025                           | 8月9日                         | 劉德華 | 劉德華你是我的驕傲2025演唱會            | 1                              | 「華仔天地」專屬演唱會，不設公開發售             |
| 2025                           | 8月30日                        | 群星 周吉佩、黃劍文、谷婭溦、譚輝智、羅啟豪                                                                                         | 四王一后《五星激鬥》演唱會              | 1                              |                                                  |
| 2025                           | 9月26至27日                    | 關智斌 | THE ENDLESS ADVENTURE LIVE IN HONG KONG | 2                              |                                                  |

### 其他活動／頒獎禮
| 啟德體育園歷年舉辦的其他活動列表 | 啟德體育園歷年舉辦的其他活動列表 | 啟德體育園歷年舉辦的其他活動列表     | 啟德體育園歷年舉辦的其他活動列表 | 啟德體育園歷年舉辦的其他活動列表 | 啟德體育園歷年舉辦的其他活動列表 |
| 年份                             | 日期                             | 演出名稱                             | 場地                             | 備註 |                                  |
| -------------------------------- | -------------------------------- | ------------------------------------ | -------------------------------- | --- | -------------------------------- |
| 2025                             | 2月16日                          | 啟德主場館繽FUN DAY                  | 主場館                           | 開幕前最後一次測試；主場館關閉天幕 |                                  |
| 2025                             | 3月1日                           | 啟德體育園開幕典禮                   | 主場館                           | 正式開幕 群星、運動員與表演團體等表演人員 劉德華、甄子丹、朱玲玲、林子祥、葉蒨文、葉麗儀、容祖兒、Gin Lee、MC張天賦、李宇春、張杰、江旻憓、鄧俊文、謝影雪、杜凱琹、朱成竹、陳顥樺、樊振東、林丹、郭崎琪、肖雁寧、王長浩、蔡赟、香港舞蹈團、香港中樂團等 |                                  |
| 2025                             | 4月6日                           | Chill Club 推介榜年度推介24/25       | 體藝館                           | 首個ViuTV製作的節目於該場館舉行的頒獎典禮 ViuTV現場直播 |                                  |
| 2025                             | 5月11日                          | 中年好聲音3 登峯之戰                 | 體藝館                           | 首個TVB製作的節目於該場館舉行比賽及頒獎禮 無綫電視翡翠台現場直播 |                                  |
| 2025                             | 4月29日至8月31日                 | 蠟筆小新《玩轉！時空大冒險》互動展覽 | 零售館2                          | |                                  |
| 2025                             | 11月28至29日                     | 2025年MAMA大獎                       | 主場館                           | |                                  |

## 交通

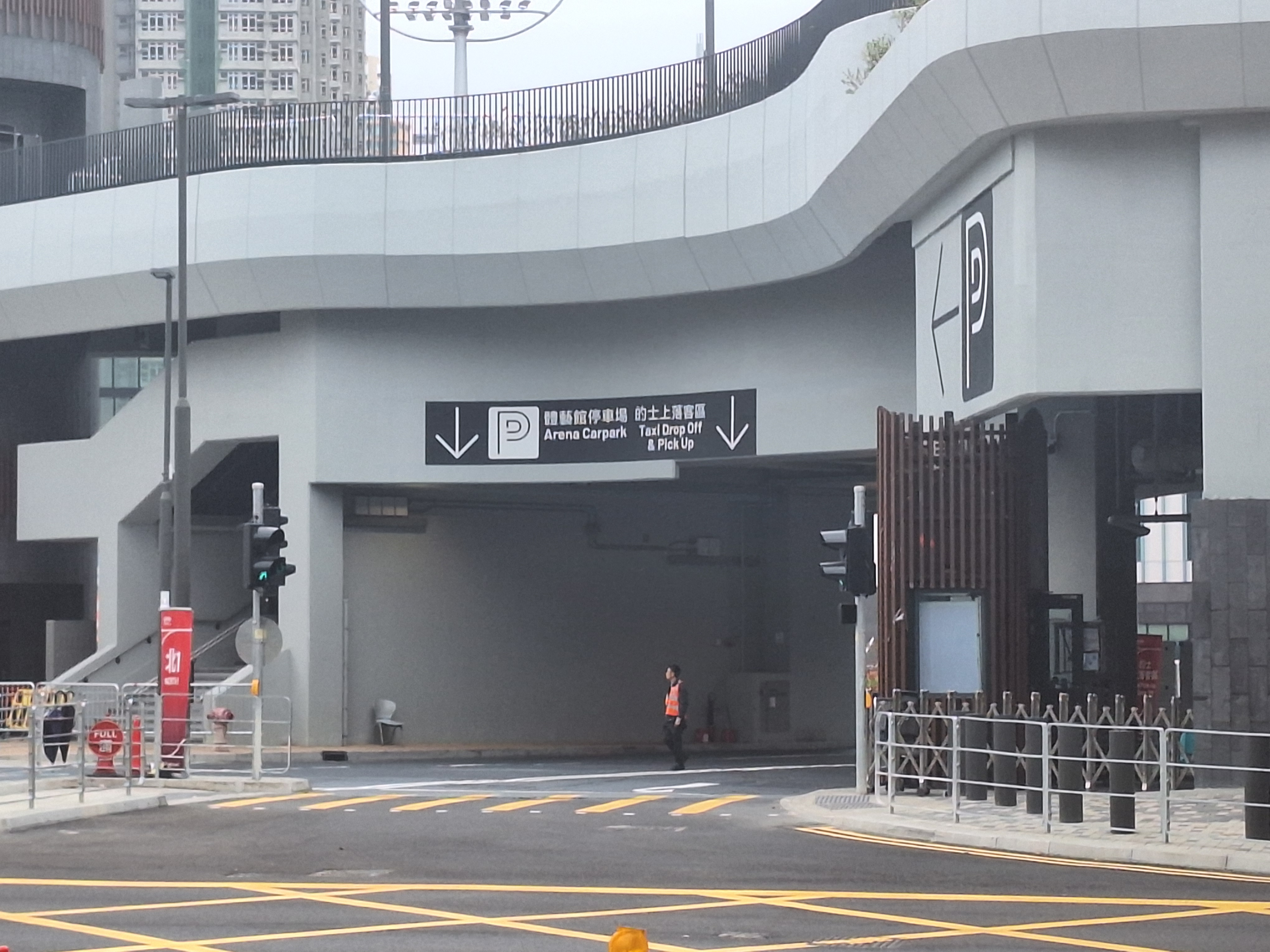
啟德體藝館停車場入口

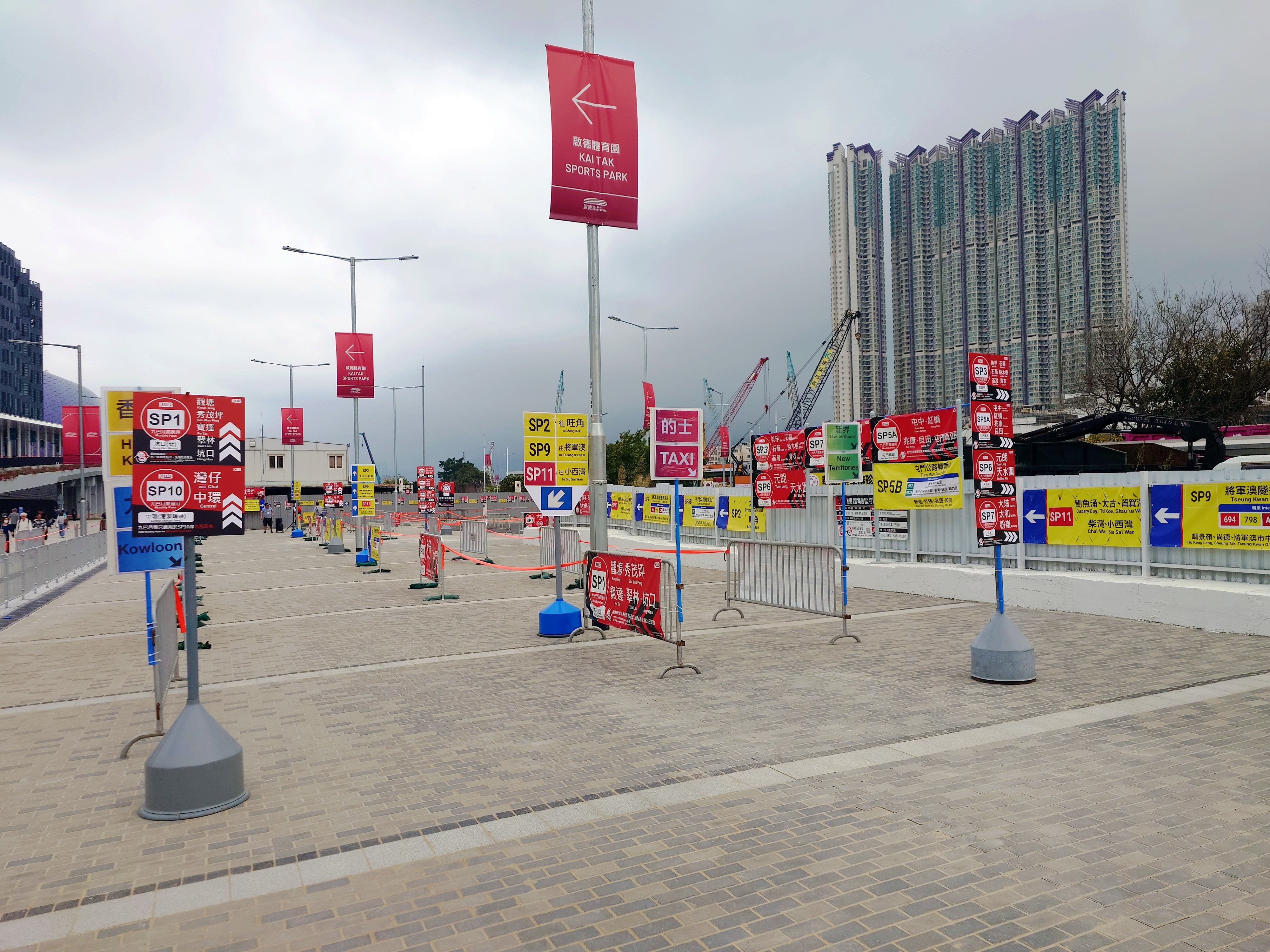
近宋皇臺道的特別巴士上落客區

啟德體育園網站建議公眾可透過港鐵、巴士或渡輪等公共交通工具前往園區。
乘搭港鐵的訪客可於屯馬綫的啟德站或宋皇臺站下車。前往啟德體藝館時，啟德站較為方便；而宋皇臺站則鄰近啟德主場館及啟德青年運動場。啟德零售館橫跨體育園內三座建築，於啟德站或宋皇臺站下車均可輕鬆抵達，並為訪客提供多元化的購物及餐飲選擇。
體育園周邊設有三個主要交通交匯處，分別為九龍城轉車站（又稱富豪東方酒店站或宋皇臺公園站）、亞皆老街球場站，以及九龍城碼頭巴士總站。共有約60條巴士路線途經體育園附近的巴士站。在舉辦大型活動時，園方或會於散場時間提供特別巴士服務，從宋皇臺道的上落客區開出。該處亦設有的士站，方便觀眾離開。
園內設有停車場，分別位於啟德體藝館和啟德主場館，設電動車充電服務，並會在舉行大型活動期間暫停對外開放。
此外，訪客亦可從北角乘搭渡輪前往鄰近園區的九龍城碼頭。
值得注意的是，雖然承啟道沿線有巴士路線途經，但目前尚未設有正式巴士站。

## 鄰近地點
- 啟德‧東寓[72]
- 啟福居[73]
- 都會公園 (香港)（預計於2028年竣工）
- 香港兒童醫院
- 啟德坊
- 啟德跑道公園
- 啟德大道公園
- 啟德車站廣場
- 機電工程署總部大樓
- 中電總部大樓
- 啟德帝盛酒店
- 啟欣苑
- 翔龍灣
- 九龍城碼頭
- 九龍城碼頭巴士總站
- 啟德郵輪碼頭
- 中九龍繞道（油麻地段）隧道入口